# Pandémie de Covid-19 en Europe
Wikipédia ne donne pas de conseils médicaux ou sanitaires. Cet article est susceptible de contenir des informations obsolètes ou inexactes. Seul un professionnel de la santé est apte à vous fournir un avis médical, et seules les autorités sanitaires de votre pays sont compétentes pour donner des consignes de santé publique relatives à la pandémie de Covid-19.
La pandémie de Covid-19, due au coronavirus SARS-CoV-2, frappe tous les continents dont l’Europe. Après que l'Asie a été le foyer initial de cette épidémie au début de l'année 2020, l'Europe devient courant mars le nouveau foyer central de l'épidémie devenue pandémie. Cette première vague ralentit ensuite sur le continent européen à partir de la mi-avril et l'Amérique devient son foyer principal en mai. L'Europe est ensuite touchée par plusieurs vagues successives entre l'automne 2020 et l'été 2022. Au 31 juillet 2022, la pandémie a été la cause d'au moins 2 millions de décès en Europe, soit 31 % du total mondial, selon les données officielles compilées par l’université américaine Johns-Hopkins. D'après une étude publiée dans The Lancet en mars 2022, le nombre de décès serait en Europe de l'Ouest de 40 à 50 % supérieur à ces données, et en Europe centrale et de l'Est, il serait environ le double.
En Europe, tous les pays sont touchés, avec toutefois d'importantes disparités entre les pays mais aussi au niveau régional. Fin juillet 2022, la pandémie de Covid-19 a provoqué depuis son commencement 375 000 décès confirmés en Russie, 185 000 au Royaume-Uni, 172 000 en Italie, 152 000 en France, 144 000 en Allemagne, 117 000 en Pologne, 116 000 en Ukraine et 111 000 en Espagne. En proportion de la population, la Bulgarie est avec 532 décès pour 100 000 habitants le pays le plus durement touché en Europe, devant la Hongrie (479), la Bosnie-Herzégovine (477), la Géorgie (452), la Macédoine du Nord (450), la Croatie (399), la Tchéquie (381), la Slovaquie (371),  la Roumanie (339), la Lituanie (330), la Moldavie (327),  la Slovénie (324), la Pologne (307) et la Lettonie (306). Le Royaume-Uni (278) se situe au 26e rang dans le monde. La France (227) se situe au 36e rang. L'Allemagne ne compte que 174 décès pour 100 000 habitants, au 45e rang dans le monde.
Les premiers cas européens sont détectés en France le 24 janvier 2020, puis en Allemagne le 28 janvier et en Italie le 29 janvier. Au 17 mars, tous les pays européens ont déclaré au moins un cas confirmé. Partout en Europe, des mesures de confinement sont prises à partir de la fin février. Premier pays où l'épidémie prend d'inquiétantes proportions, l'Italie place en quarantaine onze villages du Nord le 24 février, tandis que se multiplient en Europe les annonces d'annulation de grands évènements sportifs et culturels. Le 8 mars, 17 millions d'Italiens sont placés en confinement strict, décision étendue le 10 mars à toute l'Italie qui devient ainsi le premier pays de la planète à généraliser sur l’ensemble de son territoire des mesures aussi draconiennes pour tenter d’enrayer la progression de la Covid-19. L'Espagne prend des mesures similaires à compter du 15 mars, la France en fait autant le 17 mars, suivie de l'Allemagne le 22 mars. Le Royaume-Uni est le dernier des cinq grands pays d'Europe de l'Ouest à adopter le 24 mars des mesures de confinement. Tous les pays d'Europe mettent en place un confinement strict ou partiel dans le courant du mois de mars.
Les pays les moins touchés par cette première vague de la pandémie, comme le  Danemark, la Suisse ou l'Allemagne, entament le processus de déconfinement dès le mois d'avril. En Autriche, en Belgique ou encore au Portugal, le déconfinement est entamé le 4 mai. En Espagne comme en France l'essentiel des mesures de déconfinement sont mises en place par étape à partir du 11 mai. En l'absence de rebond de l'épidémie, la levée des mesures de confinement s'accélère durant la seconde quinzaine de mai et la première de juin. La majorité des États membres de l'UE rouvrent le 15 juin leurs frontières intérieures, sans ou avec certaines restrictions, et le 1er juillet leurs frontières extérieures avec une quinzaine d'États.
En septembre 2020, le nombre de cas confirmés qui est en augmentation depuis près de deux mois, atteint en moyenne 66 cas pour 100 000 habitants, soit un niveau trois fois supérieur à celui mesuré fin juillet. Corrélativement, les admissions à l'hôpital ou en soins intensifs ainsi que le nombre de décès imputables à la Covid-19 augmentent dans des proportions qui ne laissent plus de doute à la fin du mois sur l'existence d'une seconde vague. La seconde vague atteint brutalement en octobre et novembre 2020 la majorité des États européens. Au cours de la semaine du 2 au 8 novembre (S45), l'Europe compte plus de 25 000 décès dus à la Covid-19, un nombre très voisin du pic atteint durant chacune des trois premières semaines d'avril. Des mesures de couvre-feu ou de reconfinement plus ou moins strictes sont mises en place par des dirigeants européens confrontés à la difficulté de trouver un point d'équilibre entre maintien de l’activité et mesures sanitaires efficaces. Malgré ces mesures, la seconde vague ne reflue pas et s'installe en décembre 2020 et en janvier 2021 sur un plateau à un niveau plus élevé que celui du pic de la première vague. Après une nette décroissance de l'épidémie en février 2021, une troisième vague atteint l'Europe en mars et avril. Depuis son pic à la mi-avril, elle reflue rapidement jusqu'en juin 2021.
Les effets dévastateurs de la première vague de la pandémie conduisent l'industrie pharmaceutique à développer dans l'urgence des vaccins contre la Covid-19 avec le soutien massif de fonds publics. Les États membres de l'UE concluent à partir de juin 2020 des contrats groupés d’achat anticipé avec différents fabricants de vaccins. Les premiers vaccins sont développés en un temps record. En décembre 2020, le vaccin Pfizer–BioNTech est le premier à recevoir une autorisation conditionnelle de mise sur le marché par la Commission européenne. La Russie développe également des vaccins qu'elle propose à l'exportation. Les campagnes de vaccination commencent au Royaume-Uni, en Russie et dans l'UE en décembre 2020. Fin juillet 2021, 60 % de la population de l'UE est entièrement vaccinée.
La pandémie met à l'arrêt l'économie, obligeant les gouvernements à emprunter massivement pour éviter les faillites en chaîne des entreprises et limiter les conséquences sociales. Les prévisions économiques publiées par la Commission européenne début novembre tablent sur une rdécession de 7,4 % dans lus forte depuis 1945.
La crise met à rude épreuve la solidarité des membres de l'UE, chaque État réagissant initialement de son côté et gardant pour soi les ressources médicales dont il dispose pour faire face au coronavirus. À partir de la mi-mars 2020 toutefois, l'UE s'organise et prend des mesures sanitaires mais surtout économiques et sociales de grande ampleur. Des malades sont transportés de France et d'Italie vers des pays dont les hôpitaux ne sont pas saturés. Les dirigeants de l'UE s'accordent le 21 juillet sur un plan de relance de 750 milliards d'euros, historique de par son montant, mais aussi par son financement solidaire.

## Historique

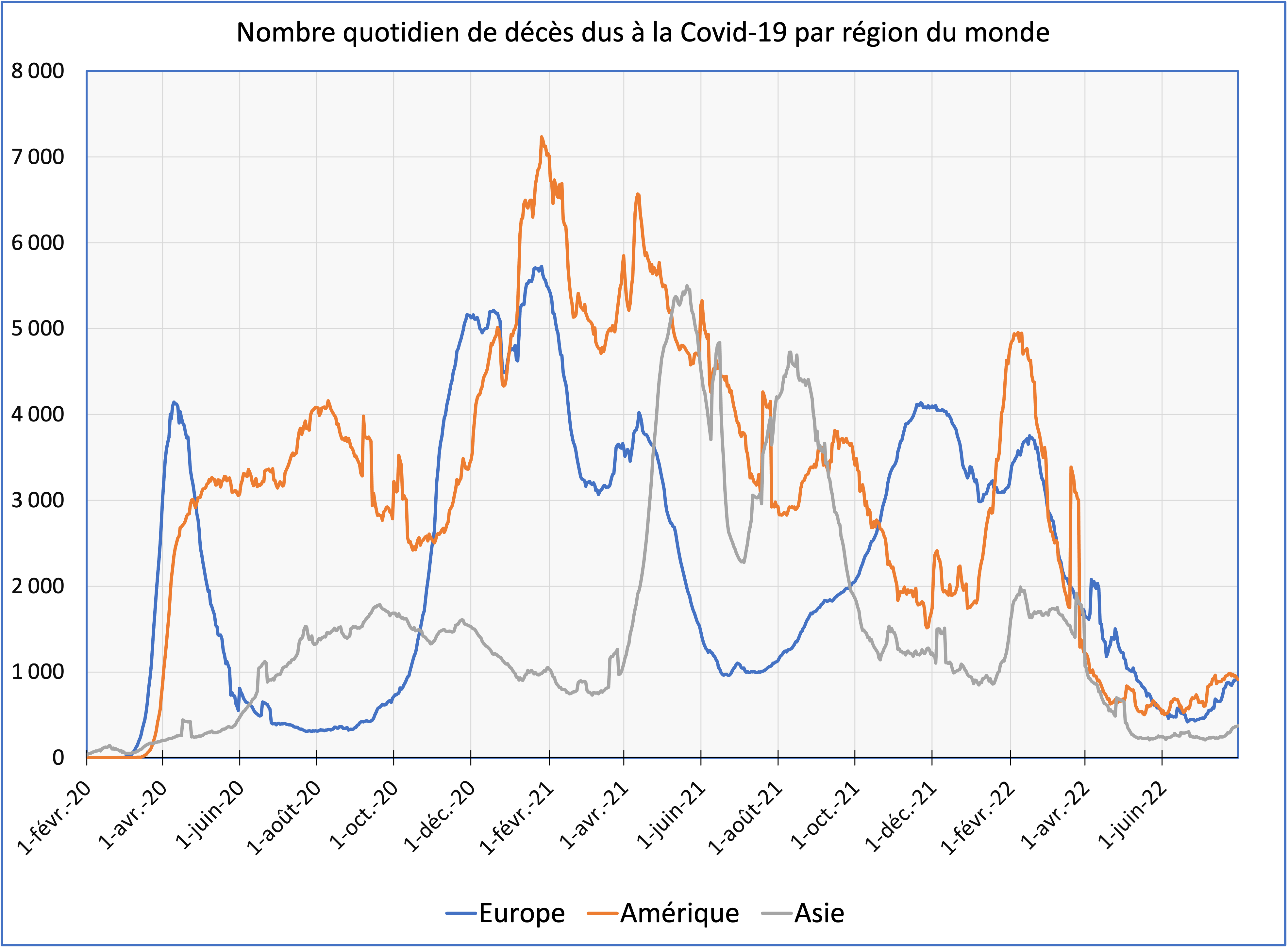
Nombre quotidien de décès en Europe, Amérique et Asie
depuis le début de la pandémie en moyenne mobile sur 7 jours,.

Le nouveau coronavirus SARS-CoV-2 à l'origine de la pandémie de Covid-19 est signalé pour la première fois en décembre 2019 dans la ville de Wuhan, en Chine. Les premiers cas en Europe sont signalés à la fin du mois de janvier 2020. Il est toutefois très probable que des personnes aient été infectées plus tôt mais n'aient pas été diagnostiquées porteuses de ce nouveau virus,.
De janvier 2020 à juillet 2022, l'Europe a été touchée par plusieurs vagues successives d'épidémie de Covid-19. Selon les données publiées par l'université Johns-Hopkins, la pandémie a causé au 31 juillet 2022 au moins 6,4 millions de décès dans le monde, dont 2 millions en Europe, soit 31 % du total mondial. Les États-Unis avec plus d'un million de décès, le Brésil avec 680 000 décès et l'Inde avec 530 000 décès officiellement confirmés concentrent à eux trois plus d'une victime sur trois de la Covid-19 dans le monde. Rapporté à la population de chacune des trois grandes régions du monde figurant sur le graphique ci-contre, l'Amérique est la plus touchée avec 276 morts pour 100 000 habitants, suivie de l'Europe (250 morts) et de l'Asie (30 morts),,,.
L'article Chronologie de la pandémie de Covid-19 en Europe décrit mois par mois les évènements marquants des vagues successives de l'épidémie depuis janvier 2020.

### Première vague
L'Europe est touchée par une première vague en mars 2020 et, selon l'OMS, en devient rapidement l'épicentre. Le nombre de décès quotidien passe de quelques-uns par jour début mars à plus de 4 000 par jour au cours de la première quinzaine d'avril. En mars et avril, l'Europe est le principal foyer de la pandémie de Covid-19 dans le monde. Le pic du nombre de décès lié à la première vague de la pandémie est atteint courant avril en Europe. Durant ce mois, 3 700 décès sont enregistrés quotidiennement, dont 2 800 dans l'UE et 800 au Royaume-Uni. Les mesures d'endiguement de l'épidémie portent leur fruit après deux ou trois semaines. Le nombre de décès quotidien retombe à 2 500 fin avril, puis 1 500 mi-mai et autour de 700 en juin. La mortalité imputée au coronavirus chute ensuite rapidement et se stabilise dans une fourchette comprise entre 2 000 et 2 500 décès par semaine durant les mois de juin, juillet et août. La première vague est considérée être terminée, et les mesures de restriction des déplacements et des rassemblements sont très largement assouplies ou levées. La pandémie affecte alors surtout l'Amérique du Nord et du Sud,,.
Depuis le pic atteint début avril 2020, le nombre de nouveaux cas confirmés diminue semaine après semaine jusque fin mai en Europe de façon générale mais plus nettement dans les pays de l'UE. Cette situation est liée pour l'essentiel à la Russie où le pic n'est atteint que début mai et où le nombre de nouveaux cas ne baisse que lentement les semaines suivantes, et à la Suède où le nombre de cas est demeuré stable courant mai avant d'augmenter fortement début juin. Dans l'Union européenne, un point bas est atteint début juin : 24 000 cas seulement sont enregistrés au cours de la semaine du 1er juin 2020. Ce nombre demeure relativement stable, moins de 30 000 cas étant constatés durant chacune des cinq semaines suivantes.

### Deuxième vague

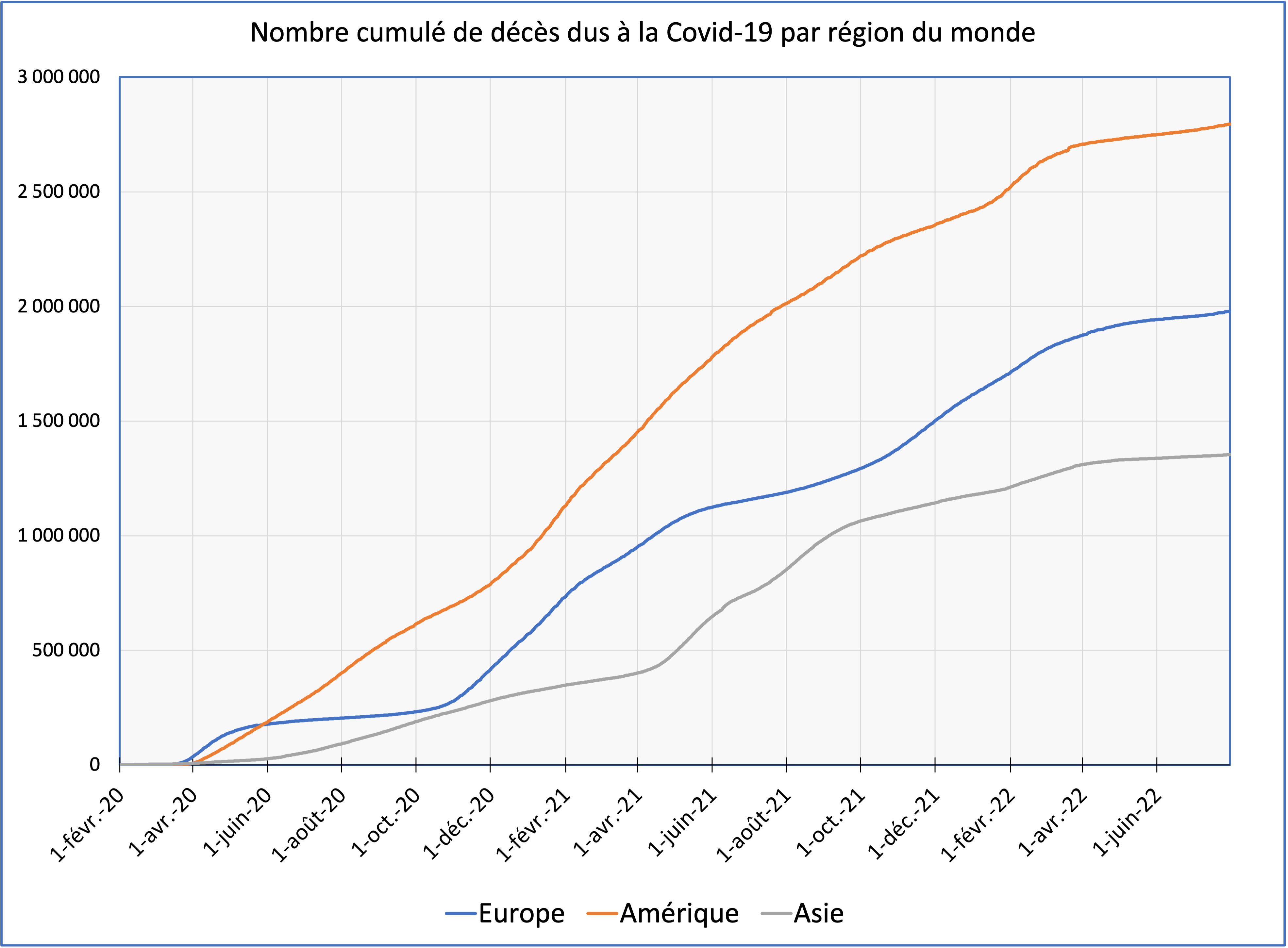
Nombre de décès cumulés dus à la Covid-19 en Europe, Amérique et Asie depuis le début de la pandémie.

Le nombre de cas détectés par les tests, devenus d'usage répandu, augmente rapidement en Europe à la fin de l'été, passant de 189 000 cas hebdomadaires à 356 000 cas entre la mi-août et la mi-septembre 2020. La seconde vague de la pandémie se propage ensuite rapidement. Le pic est atteint durant la première semaine de novembre avec plus de 2 millions de cas. L'augmentation du nombre de cas s'accentue en septembre dans l'UE, avec 162 000 cas en semaine 36 et 282 000 cas en semaine 39. Elle se poursuit en octobre où 642 000 cas sont dénombrés en semaine 42 et 1 270 000 cas en semaine 44 de 2020. Le pic de la seconde vague est atteint durant la première semaine de novembre avec plus de 1,5 million de cas.
Le nombre de décès demeure en juillet et août au niveau bas touché fin juin, tandis que le nombre de cas augmente à nouveau très fortement durant les mois d'été. Mesurée par le nombre de décès, la deuxième vague commence par atteindre plusieurs pays en septembre avant de se généraliser à presque toute l'Europe en octobre. Fin octobre, 2 500 décès sont déplorés quotidiennement, un nombre très voisin de celui constaté en Amérique. En novembre, le nombre de décès continue d'augmenter très rapidement en Europe, où durant la deuxième quinzaine 5 000 décès sont quotidiennement déplorés. En Amérique et en Asie, le bilan est respectivement de 3 000 et 1 500 décès par jour. En novembre et décembre, le nombre de décès est chaque semaine depuis la semaine du 9 novembre (29 435 décès en semaine 46) supérieur au pic de la première vague (28 686 décès en semaine 15). Au mois de janvier 2021, le nombre de décès constaté chaque semaine demeure aux niveaux les plus élevés depuis la pandémie.
En décembre 2020 et janvier 2021, 160 000 décès sont déplorés chaque mois, soit le plus grand nombre de victimes de la Covid-19 depuis le début de la pandémie. Dans l'Union européenne, la seconde vague est d'une intensité et d'une durée supérieures à la première vague : le nombre de décès est chaque semaine depuis la semaine du 16 novembre 2020 (23 375 décès) jusqu'à la semaine du 25 janvier 2021 (23 040 décès) à peine inférieur ou supérieur au pic de la première vague (21 372 décès atteint durant la première semaine d'avril 2020).
Au Royaume-Uni, la seconde vague fait beaucoup plus de victimes que la première en raison de la diffusion rapide d'un variant plus contagieux :  en janvier 2021, le pays déplore 31 225 décès à comparer aux 22 397 décès enregistrés en avril 2020. En février et mars 2021, le nombre de décès chute dans l'Union et au Royaume-Uni, mais dans des proportions moindres qu'à la fin de la première vague, sous l'effet des mesures de restriction sanitaire.
La campagne de vaccination s'ouvre début janvier 2021 partout en Europe.

### Troisième vague
Un rebond de la pandémie est constaté au printemps 2021 résultant d'un assouplissement des restrictions sanitaires à un moment où la vaccination ne concerne encore qu'une minorité de la population. De février à avril 2021, la Covid-19 est responsable de plus de  100 000 morts chaque mois, soit autant qu'en mars 2020, durant le pic de la première vague. Le nombre de décès chute en mai et juin pour se stabiliser en juillet. Le reflux de la troisième vague de la pandémie du printemps 2021 en Europe atteint son étiage durant la troisième semaine de juin 2021 avec moins de 300 000 cas et moins de 7 000 décès.

### Quatrième vague
Sous l'effet du variant Delta, l'Europe est touchée par une quatrième vague durant l'été 2021. Après une montée rapide fin juin et début juillet, le nombre de cas est quasiment stable autour de 1 000 000 par semaine en juillet et août 2021, soit moitié moins qu'au pic de la seconde vague et un tiers de moins qu'au pic de la troisième vague. Le « passe sanitaire européen » est disponible dans tous les États membres depuis le 1er juillet,. En raison de la campagne de vaccination mise en œuvre partout en Europe, le nombre de décès est en proportion du nombre de cas deux fois plus faible pendant l'été 2021 que lors des deux vagues précédentes.
En juin et juillet, environ 32 000 décès sont déplorés, un nombre qui monte à 46 000 décès en août. En septembre 2021, la Covid-19 est la cause de 59 000 décès en Europe, soit un taux moyen de 38 décès par million d'habitants sur 14 jours, à nouveau en hausse, avec des situations très contrastées d'un pays à l'autre : ce taux est inférieur à la moyenne en Allemagne (6), en France (19) ou au Royaume-Uni (26), mais supérieur dans des pays peu vaccinés comme la Russie (76) ou la Bulgarie (106),. En octobre 2021, tandis que la situation demeure stable dans la plupart des pays d'Europe occidentale, l'épidémie est en forte augmentation dans les Balkans et en Europe orientale, portant le nombre de décès à 85 000 en Europe sur le mois. L'Europe est le seul continent où le nombre de victimes de la Covid-19 augmente en octobre. La Russie, où le taux de vaccination est inférieur de moitié à celui de l'UE et qui déplore environ 1 000 décès par semaine, est contrainte de prendre des mesures fortes de restriction sanitaire. Les raisons pour lesquelles l'Europe de l'Est et du Nord est davantage touchée par le regain épidémique sont multiples : moindre couverture vaccinale, restrictions sanitaires plus légères, arrivée de l'hiver favorable au virus et aux contaminations en intérieur, relâchement de l'observation des gestes barrières et baisse de l'efficacité du vaccin après six mois. Mais l'ECDC estime que tous les pays de l'UE seront touchés par cette nouvelle vague. Le taux de décès demeure très lié à la couverture vaccinale et à la qualité du système de santé, très variables d'un pays à l'autre même au sein de l'UE.

### Cinquième vague

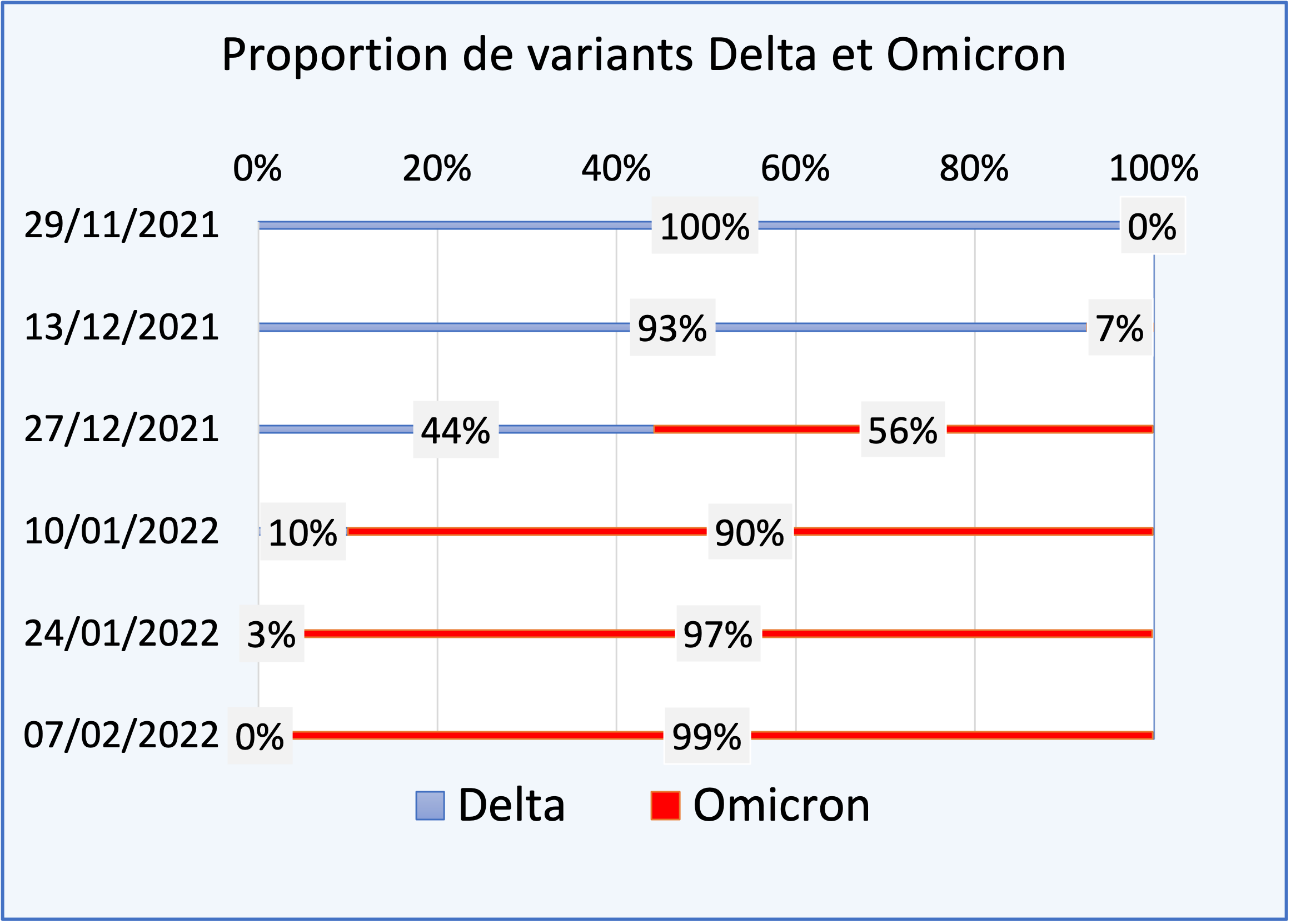
Proportion de variants Delta et Omicron du SARS-CoV-2 en Europe sur deux semaines,.

Début novembre 2021, l'Europe occidentale est à son tour concernée par une forte hausse du nombre de cas de Covid-19, au point que les médias français commencent à parler d'une cinquième vague de la pandémie, tandis que certains organismes ou pays d'Europe continuent de parler de quatrième vague. La quasi-totalité des contaminations constatées en Europe est alors due au variant Delta.
Toutefois le nouveau variant Omicron du SARS-CoV-2, détecté en novembre pour la première fois, se diffuse rapidement d'abord au Royaume-Uni puis partout en Europe,. Selon l'ECDC et l'OMS, le variant Omicron présente un risque très élevé que la vaccination seule ne permettra pas d'enrayer, en raison des déficits toujours existants, et exige donc un renforcement des restrictions sanitaires. Au 10 janvier 2022, le variant Omicron représente en Europe en moyenne sur les deux semaines précédentes 90 % des contaminations par le SARS-CoV-2. Sa grande contagiosité provoque une explosion du nombre de cas. Au 7 février 2022, la proportion du variant Omicron monte à près de 100 %.
| Pays / Ratio        | Novembre 2020 | Novembre 2020 | Novembre 2021 | Novembre 2021 |
| Pays / Ratio        | Cas           | Décès         | Cas           | Décès         |
| ------------------- | ------------- | ------------- | ------------- | ------------- |
| UE                  |               |               |               |               |
| Nbre / 100 000 hab. | 1 167         | 21            | 1 346         | 11            |
| Ratio Décès / Cas   | 1,8 %         | 1,8 %         | 0,8 %         | 0,8 %         |
| Roy.-Uni            |               |               |               |               |
| Nbre / 100 000 hab. | 922           | 18            | 1 765         | 6             |
| Ratio Décès / Cas   | 2,0 %         | 2,0 %         | 0,3 %         | 0,3 %         |

En novembre, le taux d'incidence est de 300 cas ou plus sur 7 jours pour 100 000 habitants dans l'UE et en Europe dans son ensemble, bien au-delà du seuil d'alerte renforcée fixé à 150 cas. En décembre, ce taux grimpe à 400 cas en raison de la propagation rapide du variant Omicron. L'Europe atteint un niveau record de contaminations quotidiennes depuis le début de la pandémie, amenant plusieurs pays à renforcer les mesures de restriction sanitaire,. La cinquième vague est en novembre 2021 d'une ampleur supérieure au pic de la deuxième vague atteint en novembre 2020, mais elle entraîne en proportion deux à trois fois moins de décès. Le taux d'incidence continue de grimper très rapidement, jusqu'à être supérieur à 1 000 cas sur 7 jours pour 100 000 habitants en Europe et à 1 400 cas dans l'UE durant les premières semaines de 2022. Le pic de cette cinquième vague est atteint en janvier 2022, mois durant lequel plus de 40 millions de cas sont enregistrés. La chute du nombre de cas en février (moins de 32 millions) combinée avec l'absence d'un nouveau variant plus dangereux qu'Omicron conduit à l'allègement des restrictions sanitaires dans la plupart des pays à partir de la fin du mois de février. Cette régression de l'épidémie se traduit logiquement par la diminution sensible du nombre de décès qui passe de près de 100 000 en janvier et février à 65 000 en mars 2022. La plupart des restrictions sanitaires sont levées dans le courant du mois de mars partout en Europe.
Le variant Delta provoque une augmentation des décès, mais dans une proportion rapportée au nombre de cas bien moindre qu'un an auparavant durant la seconde vague de la pandémie. Le phénomène s'accentue avec le variant Omicron dont le nombre de cas explose en raison de sa grande contagiosité mais dont la gravité est moindre que les précédents variants. Selon les données des hospitalisations en France, les cas graves touchent essentiellement des personnes non vaccinées. Les non-vaccinés hospitalisés ou admis en soins intensifs sont en proportion de la population non-vaccinée huit à dix fois plus nombreux que les patients entièrement vaccinés.

### Nombre de décès depuis le début de la pandémie
Le graphique ci-dessous montre le nombre de décès mensuels confirmés dus à la Covid-19 en Europe par groupe de pays (Union européenne, Russie, Royaume-Uni, autres pays d'Europe) depuis le début de la pandémie.

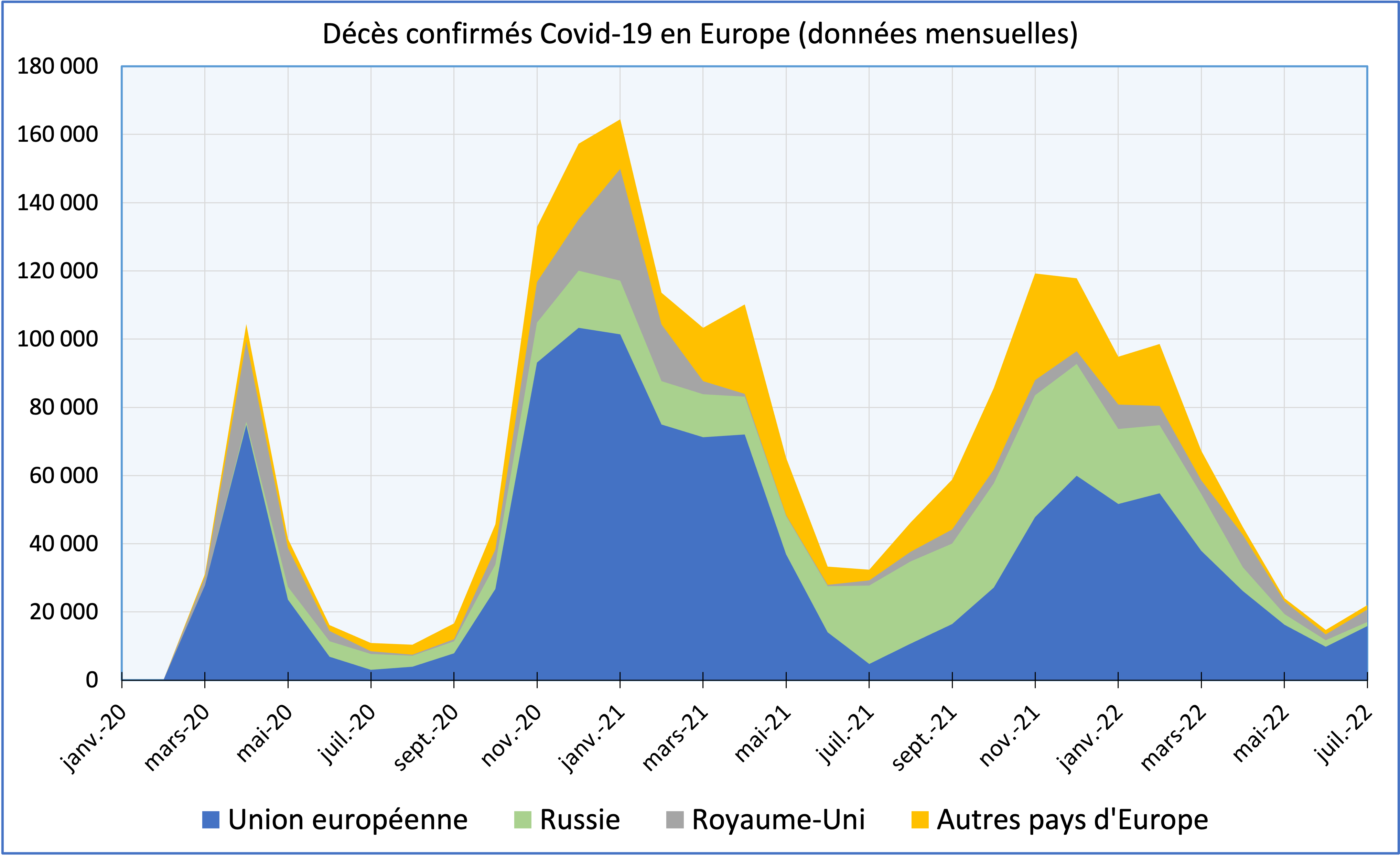

## Mesures de restriction sanitaire

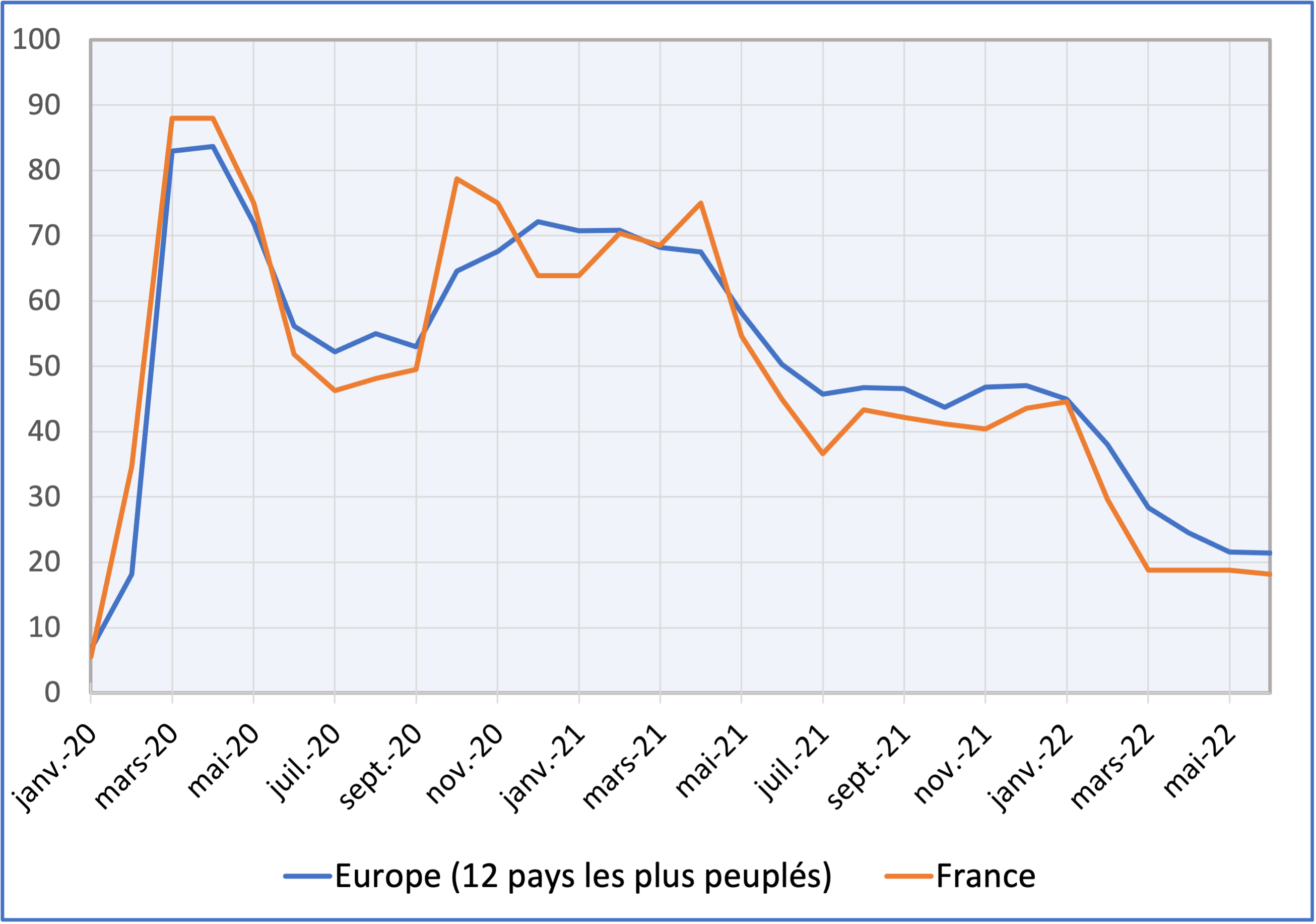
Indice Oxford University des mesures de restriction sanitaire en Europe et en France durant la pandémie de Covid-19

L'université d'Oxford publie un indice composite de sévérité des restrictions sanitaires mises en place par les gouvernements dans le monde. Cet indice s'appuie sur huit indicateurs : fermeture des écoles, fermeture des lieux de travail, annulation des évènements publics, restrictions de rassemblements, fermeture des transports publics, confinement à domicile, restrictions sur les déplacements dans le pays, restrictions sur les déplacements internationaux. L'indice composite est calculé sur la base des valeurs attribuées à chaque indicateur et positionné sur une échelle de 0 à 100, la valeur 100 signifiant que la politique la plus restrictive possible aurait été adoptée pour tous les huit indicateurs,.
Le graphique ci-contre montre la valeur atteinte par cet indice pour les douze pays d'Europe les plus peuplés et pour la France à la fin de chaque mois depuis le début de la pandémie en janvier 2020. Les restrictions sanitaires les plus drastiques sont mises en place durant la première vague lorsque les États ne disposaient que de peu de moyens thérapeutiques pour lutter contre la pandémie. Durant les vagues de l'hiver 2020-2021 et du printemps 2021, les restrictions sont importantes mais moins drastiques en raison de l'expérience accumulée durant la première vague, de la volonté de ne pas stopper à nouveau l'économie et du déploiement accéléré de  la campagne de vaccination dans la plupart des pays d'Europe. Durant les vagues suivantes de la seconde moitié de 2021, le niveau de vaccination de la population est devenu suffisant pour limiter encore davantage les mesures de restriction sanitaire. Celles-ci sont à nouveau réduites lorsqu'il est avéré que les nouveaux variants Omicron, très contagieux et à l'origine d'une flambée de cas, sont d'une dangerosité moindre. Les politiques sont assez voisines d'un pays à l'autre. Toutefois des différences marquées sont observées durant la cinquième vague, le Royaume-Uni maintenant une politique de restrictions sanitaires limitées, tandis que la France et l'Allemagne conservent des protocoles plus stricts incluant notamment l'usage du passe sanitaire et le port du masque,. 
Une étude publiée par l'OFCE de Sciences Po met en évidence que deux de ces huit indicateurs, le confinement à domicile et la fermeture des écoles, rendent compte à elles seules des effets des restrictions sur la croissance. Ces deux mesures, qui maintiennent les actifs à domicile, soit directement par l’interdiction de sortie soit indirectement par la nécessité de garder les enfants, apparaissent selon cette étude comme étant les plus pénalisantes pour le fonctionnement de l’économie.

## Campagne de vaccination

### Stratégie de vaccination et de déploiement du passe sanitaire

#### Campagne de vaccination des adultes
L'organisation des campagnes de vaccination, alors que les premiers vaccins sont disponibles, devient courant décembre 2020 le principal sujet de mobilisation des gouvernements. La campagne de vaccination débute le 8 décembre au Royaume-Uni, premier pays au monde à autoriser le vaccin Pfizer-BioNTech. Dans l'UE, faisant suite à une recommandation scientifique positive par l'Agence européenne des médicaments (AEM), la Commission délivre le 21 décembre 2020 une autorisation de mise sur le marché conditionnelle pour le vaccin mis au point par BioNTech et Pfizer,. À la fin décembre 2021, la Commission européenne a délivré cinq autorisations de mise sur le marché conditionnelle pour les vaccins mis au point par BioNTech et Pfizer, Moderna, AstraZeneca, Janssen et Novavax à la suite de l’évaluation positive de l’EMA concernant leur innocuité et leur efficacité,.
La vaccination débute également en Russie en décembre 2020 avec le vaccin Spoutnik V développé dans ce pays.

#### Dose de rappel et vaccination des enfants
À l'automne 2021, plusieurs pays européens amorcent une campagne ciblée d'administration d'une dose de rappel de vaccin afin de pallier la diminution progressive dans le temps de la réponse immunitaire. L'ECDC recommande un rappel uniquement pour des personnes dont le système immunitaire est gravement affaibli,. L’AEM approuve, en octobre 2021, l’administration d’une troisième dose du vaccin de Pfizer-BioNTech ou de Moderna pour les plus de 18 ans,. En décembre 2021, l'usage du vaccin de Janssen en dose de rappel est validé par l'AEM.
Fin mai 2021, l'AEM autorise l'administration du vaccin à ARN messager de Pfizer-BioNTech aux adolescents de plus de 12 ans.
Le 25 novembre 2021, l'AEM approuve l’utilisation d'un premier vaccin, celui à ARN messager de Pfizer-BioNTech, pour les enfants âgés de 5 à 11 ans.

#### Passe sanitaire et vaccination obligatoire

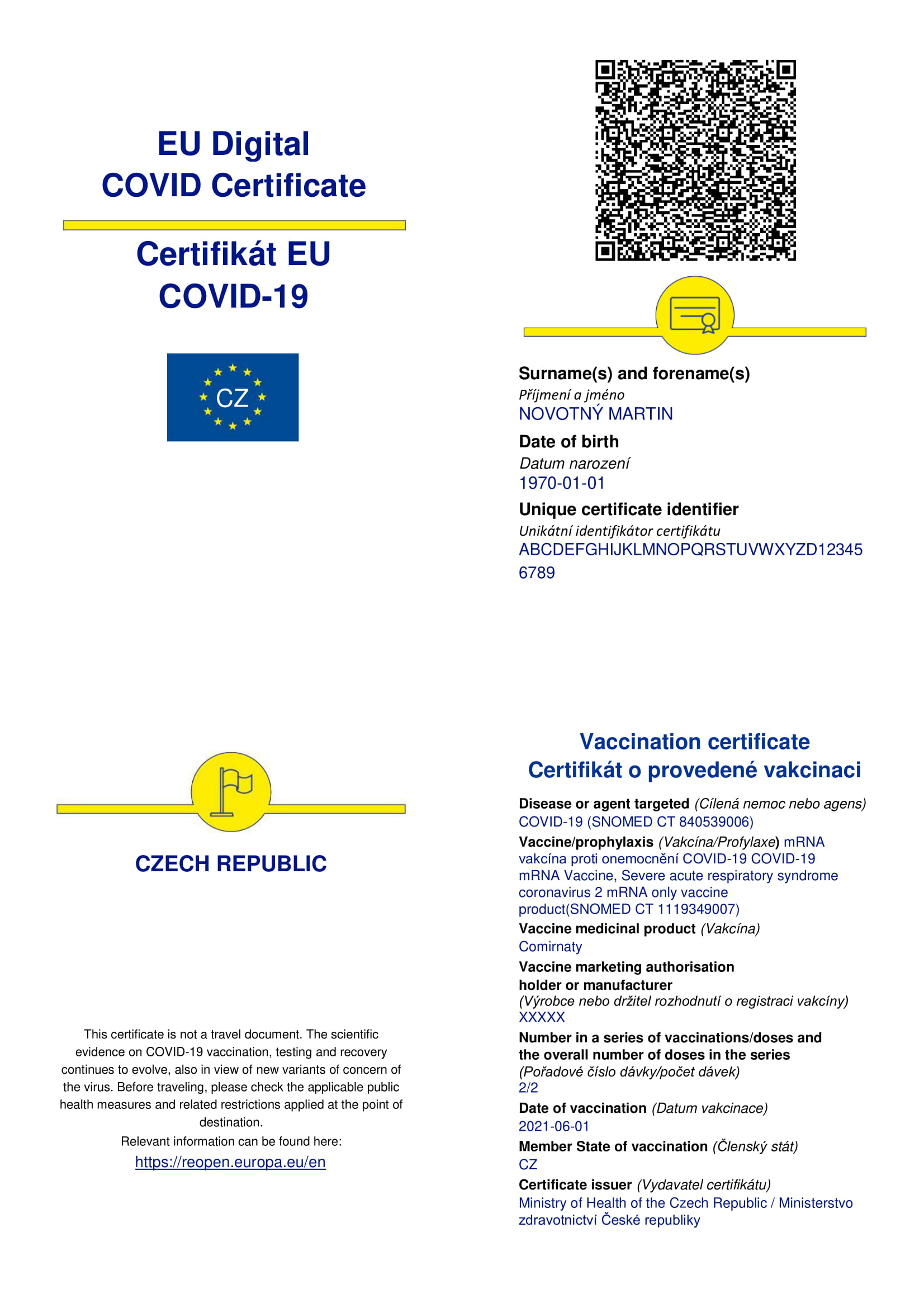
Certificat Covid numérique de l'UE, dit passe sanitaire européen.

Jusqu'en novembre 2021, aucun pays européen n'a rendu obligatoire la vaccination de l'ensemble de sa population, mais plusieurs ont adopté cette mesure pour un groupe de personnes. Ainsi, en France les professionnels de santé ont l'obligation d'être vaccinés depuis le 15 septembre 2021,. Cette obligation s'applique depuis avril en Italie, où elle est étendue le 15 octobre aux travailleurs des secteurs public et privé. Premier à franchir le pas, le gouvernement autrichien décide le 19 novembre 2021 de rendre la vaccination obligatoire à partir du 1er février 2022.
Les gouvernements européens ont plutôt adopté une stratégie d'incitation à la vaccination via l'obligation de présenter un « passe sanitaire » pour se rendre dans certains lieux publics fermés. La très grande majorité des pays membres de l'UE l'a adopté ; en octobre 2021, seuls quatre États membres ne l'utilisent pas. Au 13 octobre 2021, près de 600 millions de certificats ont été émis dans l'espace économique européen, dont 137 millions en France.
Son déploiement en dehors de l'UE est en revanche limité. Le gouvernement britannique a renoncé à mettre en place un passe sanitaire en Angleterre, les députés de la majorité conservatrice s’y opposant farouchement. En Russie, le passe instauré à Moscou en juin 2021 est aboli trois semaines plus tard en raison de sa forte impopularité ; il est réintroduit en octobre 2021 à Saint-Pétersbourg. Sa mise en œuvre est le plus souvent corrélée à l'allègement des restrictions sanitaires : confinement, fermeture des restaurants et des lieux de loisir. Le domaine d'usage du passe est souvent réduit lorsque la campagne de vaccination enregistre des progrès suffisants. En novembre 2021, en réponse au rebond de la pandémie, l'usage du passe sanitaire est à nouveau renforcé en Europe,,.

### Avancement de la campagne de vaccination
| Pays             | Doses administrées pour 100 hab. | Doses administrées pour 100 hab. | % pop. vaccinée (protocole initial) |
| Pays             | Total                            | Dont doses de rappel             | % pop. vaccinée (protocole initial) |
| ---------------- | -------------------------------- | -------------------------------- | ----------------------------------- |
| Europe           | 175                              | 42                               | 66 %                                |
| Union européenne | 200                              | 55                               | 73 %                                |
| dont France      | 220                              | 62                               | 79 %                                |
| dont Allemagne   | 221                              | 70                               | 76 %                                |
| Roy.-Uni         | 224                              | 60                               | 75 %                                |
| Russie           | 118                              | 10                               | 52 %                                |
|                  |                                  |                                  |                                     |
| États-Unis       | 182                              | 39                               | 67 %                                |
| Chine            | 240                              | 56                               | 89 %                                |

Au 31 juillet 2022, selon les tableaux de bord publiés par l'ECDC et par Our World in Data, les États européens ont administré 175 doses de vaccin pour 100 habitants. Parmi eux, les États de l'Union européenne en ont administré 897 millions depuis fin décembre 2020,, soit 200 doses pour 100 habitants, sur les 1 241 millions de doses qu'ils ont reçus ; dans ces pays, 73 % de la population totale est entièrement vaccinée et 53 % a reçu au moins une dose additionnelle. Ces valeurs sont respectivement de 84 % et 64 % pour la population âgée de 18 ans ou plus. Avec respectivement 30 % et 42 % de leur population totale complètement vaccinée, la Bulgarie et la Roumanie affichent les taux de vaccination les plus bas de l’UE.
Au Royaume-Uni, 80 % de la population totale a reçu au moins une dose et 75 % est entièrement vaccinée. Ces proportions sont respectivement de 93 % et 88 % de la population âgée de 12 ans ou plus, dont 69 % a reçu une dose additionnelle.
En Russie, 57 % de la population totale a reçu au moins une dose de l'un des quatre vaccins nationaux administrés, et 52 % est entièrement vaccinée.
À cette date, 71 % des doses administrées dans les États de l'UE sont le vaccin de Pfizer-BioNTech, 17 % celui de Moderna, 8 % celui d'AstraZeneca et 2 % celui de Janssen. La Hongrie est le seul pays  de l'Union à avoir administré massivement des vaccins non homologués par l'Agence européenne des médicaments :  le BBIBP-CorV du laboratoire chinois Sinopharm et le Sputnik V russe. Ces deux vaccins comptent pour 4,0 millions de doses sur les 16 millions administrées en Hongrie. La Slovaquie a aussi administré des doses du vaccin Sputnik V en très faible quantité,.
Le graphique ci-dessous montre le nombre cumulé de doses de vaccin contre la Covid-19 administrées pour 100 habitants.

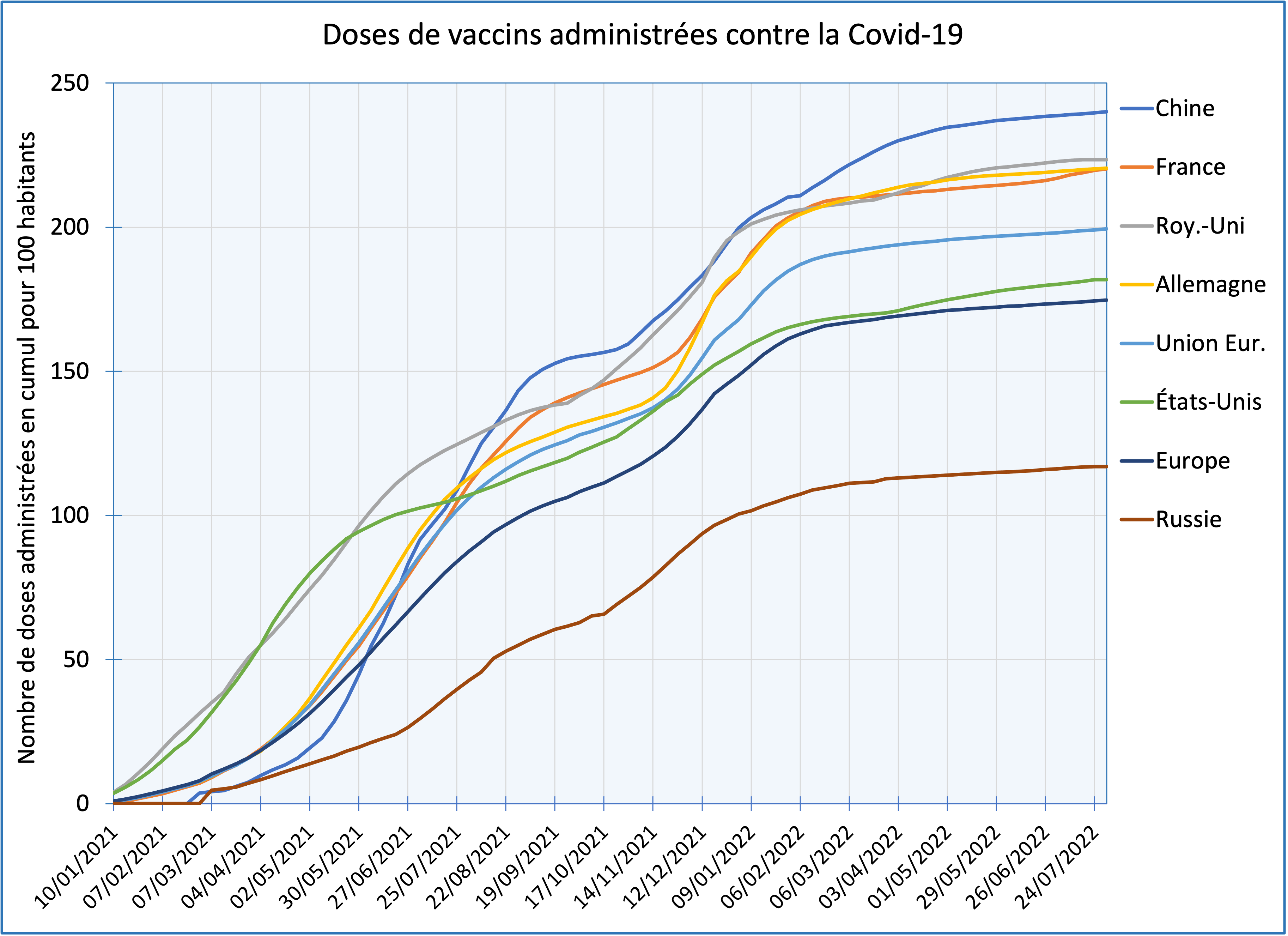
Nombre de doses de vaccin contre la Covid-19 administrées en cumul pour 100 habitants.

Début février 2022, les États membres de l'UE avaient donné 470 millions de doses de vaccins pour être distribués via l'initiative COVAX (COVID-19 Vaccines Global Access) à des pays en voie de développement.

### Impact de la campagne de vaccination
Une étude du Bureau régional de l'OMS pour l'Europe et de l'ECDC, publiée en novembre 2021, estime que 470 000 vies ont été sauvées parmi les personnes âgées de 60 ans et plus depuis le début du déploiement de la vaccination COVID-19 dans 33 pays d'Europe. Dans ces pays, de décembre 2020 à novembre 2021, 430 000 personnes de plus de 60 ans sont mortes de la Covid-19. D'après cette étude, la campagne de vaccination a permis de diviser par deux le nombre de décès. Concernant la France, 48 000 personnes de plus de 60 ans sont décédées et 39 000 vies ont été sauvées.
En janvier 2024, l'OMS estime que la vaccination a permis d'éviter 1,4 million de morts en Europe.

### Traitements autorisés dans l'UE
Fin janvier 2022, l'UE avait autorisé plusieurs traitements contre la Covid-19 après évaluation par l'AME. Le dernier en date est le Paxlovid de Pfizer, premier traitement par voie orale qui ne nécessite donc pas d'hospitalisation pour être administré. Le Paxlovid est un antiviral qui a pour effet d'empêcher le SARS-CoV-2 de se répliquer en ciblant et neutralisant sa protéase, une protéine virale cruciale pour le coronavirus. Parmi les autres médicaments autorisés, la plupart sont des anticorps monoclonaux conçus pour reconnaître la pointe de la protéine de surface du SARS-CoV-2, celle qui rentre en contact avec les cellules humaines pour lui permettre de les infecter.

## Bilan sanitaire
| Pays         | Décès     | Décès             | Décès   | Cas        |
| Pays         | Rg. Monde | Décès / 1 M. hab. | Nbre    | Nbre       |
| ------------ | --------- | ----------------- | ------- | ---------- |
| Bulgarie     | 2         | 5 321             | 37 377  | 1 200 000  |
| Hongrie      | 3         | 4 790             | 46 790  | 2 000 000  |
| Bosnie-Herz. | 4         | 4 769             | 15 853  | 384 976    |
| Géorgie      | 5         | 4 519             | 16 859  | 1 700 000  |
| Macéd. du N. | 6         | 4 498             | 9 370   | 327 009    |
| Croatie      | 7         | 3 989             | 16 313  | 1 200 000  |
| Tchéquie     | 8         | 3 809             | 40 477  | 4 000 000  |
| Slovaquie    | 9         | 3 713             | 20 223  | 2 600 000  |
| Roumanie     | 10        | 3 389             | 65 999  | 3 100 000  |
| Lituanie     | 11        | 3 301             | 9 208   | 1 200 000  |
| Moldavie     | 12        | 3 274             | 11 608  | 532 187    |
| Slovénie     | 13        | 3 240             | 6 698   | 1 100 000  |
| Pologne      | 17        | 3 069             | 116 570 | 6 100 000  |
| Lettonie     | 18        | 3 058             | 5 892   | 861 724    |
| Arménie      | 19        | 2 925             | 8 633   | 425 365    |
| Belgique     | 25        | 2 822             | 32 228  | 4 400 000  |
| Royaume-Uni  | 26        | 2 777             | 184 649 | 23 500 000 |
| Russie       | 30        | 2 593             | 374 683 | 18 300 000 |
| France       | 36        | 2 269             | 151 983 | 32 900 000 |
| Allemagne    | 45        | 1 736             | 143 979 | 30 900 000 |

L'Europe paie un lourd tribut aux vagues successives de la pandémie : à fin juillet 2022, quinze pays d'Europe figurent parmi les vingt pays les plus touchés dans le monde sur le critère du nombre de décès confirmés par million d'habitants. Sur le critère du nombre de décès confirmés en valeur absolue, dix pays d'Europe figurent parmi les vingt pays les plus touchés : la Russie, le Royaume-Uni, l'Italie, la France, l'Allemagne, la Pologne, l'Ukraine, l'Espagne, la Turquie et la Roumanie. Sur le critère du nombre de cas confirmés, quinze pays européens dénombrent plus de quatre millions de cas : l'Allemagne, la France, le Royaume-Uni, l'Italie, la Russie, la Turquie, l'Espagne, les Pays-Bas, la Pologne, le Portugal, l'Ukraine, l'Autriche, la Belgique, la Grèce et la Tchéquie.
Selon une étude menée par des épidémiologistes et des mathématiciens de l'Imperial College London, le bilan de la première vague au printemps 2020 aurait été bien plus considérable si les gouvernements européens n'avaient pas pris dans le courant du mois de mars des mesures de confinement et plus généralement de réduction des contacts interpersonnels afin de réduire drastiquement la circulation et la propagation du virus. Cette étude estime qu'elles ont permis d'éviter autour de 3,1 millions de décès entre le début de l'épidémie et le 4 mai dans les onze pays d'Europe étudiés,,,.
De mi-mars à mi-mai 2020, l'afflux de malades de la Covid-19 conduit à la saturation des services de santé de la plupart des pays européens, ou du moins au risque de leur saturation. Les mesures de strict confinement prises alors répondent en premier lieu à cette situation d'urgence, résultant du fait que les États européens ne s'étaient pas sérieusement préparés à une crise épidémique de grande ampleur. Cette double situation de saturation des systèmes de santé et de confinement a des effets sur la santé de la population qui vont au-delà de ceux résultant directement de la Covid-19 : l'offre de soins diminue car de nombreux actes sont reportés dans le temps par les établissements hospitaliers, et dans le même temps la demande de soins diminue par crainte du coronavirus. Le confinement a aussi des impacts sur la santé psychique d'une partie de la population, notamment les personnes âgées privées de visites.

### Taux de létalité et comorbidités
| Rubrique                                         | Valeur |
| ------------------------------------------------ | ------ |
| Age médian                                       | 81 ans |
| Hommes                                           | 58 %   |
| Au moins un facteur de risque sous-jacent dont : | 95 %   |
| Maladie cardiovasculaire                         | 76 %   |
| Diabète                                          | 40 %   |
| Maladie pulmonaire                               | 26 %   |
| Maladie rénale                                   | 24 %   |

Selon un  bilan publié par l'OMS fin août 2020, 88 % des personnes décédées sont âgées de plus de 65 ans et 95 % des personnes décédées étaient atteintes d'une maladie sérieuse. 76 % des personnes décédées souffraient d'une maladie cardiovasculaire, et 40 % du diabète. Les hommes représentent 58 % des décès. Une étude américaine publiée début 2021 et consistant en une analyse de nombreuses publications sur ce sujet conclut que l'hypertension, le diabète, l'insuffisance rénale et l'obésité sont les facteurs de comorbidité les plus importants,. Une étude menée en France confirme ces constats, tout en mettant en évidence que les personnes souffrant de certaines maladies chroniques comme la trisomie 21 ou la mucoviscidose sont les plus fragiles,.
À l'échelle de l'UE, l'ECDC publie dans son bulletin de surveillance de la Covid-19 du 11 février 2021 une analyse des facteurs de risques. qui porte sur plus d'un million de cas. Près de 30 % des décès sont survenus chez des personnes ne comportant pas de facteur de risque supplémentaire identifié. Les maladies associées à la Covid-19 induisant une probabilité élevée de décès des autres patients sont l'insuffisance rénale (taux de décès de 26 % chez les 7 445 patients concernés), les maladies neurologiques (23 % de 11 012 patients), l'hypertension (19,4 % de 13 986 patients) et le cancer (15,6 % de 37 086 patients).
Le taux de létalité réel du SARS-CoV-2 est difficile à évaluer, faute de disposer de données précises sur le nombre réel de personnes contaminées. Une étude publiée en octobre 2020 situe le taux de létalité dans une fourchette comprise entre 0,5 % et 1,8 %, un niveau très supérieur à celui de la grippe saisonnière compris entre 0,04 % et 0,5 %. La particularité du SARS-CoV-2 est que son taux de létalité varie fortement avec l'âge : presque nul en dessous de 45 ans, il est de 0,5 % entre 45 et 64 ans, de 3,1 % entre 65 et 74 ans, pour atteindre 11,6 % au-delà de 75 ans. Une étude menée en Espagne aboutit à des résultats comparables : un taux de létalité moyen de 0,8 %, qui croît très fortement avec l'âge, et plus élevé chez les hommes que chez les femmes. En outre, en s’insinuant dans de multiples organes, le SARS-CoV-2 engendre des atteintes dont la durée et la réversibilité ne sont pas encore connues : même chez des personnes non hospitalisées, y compris jeunes et sans facteurs de co-morbidité, il peut provoquer un affaiblissement général associé à des symptômes dont le spectre et la sévérité commencent tout juste à être appréhendés.

### Surmortalité
L'analyse de la surmortalité est l'indicateur le plus fiable de l'impact de la pandémie de Covid-19 car elle est indépendante de la méthode de comptabilisation des décès dus à la Covid-19 d'un pays à l'autre. La surmortalité constatée dans plusieurs pays européens n'est pas totalement imputable à la Covid-19, mais cette maladie en est de très loin la première responsable,. Les données de surmortalité calculées par Eurostat sont l'écart entre la moyenne du nombre de décès durant les années 2016 à 2019 et le nombre de décès constaté en 2020 et 2021, mois par mois.
Pour des raisons techniques, il est temporairement impossible d'afficher le graphique qui aurait dû être présenté ici.

L'Union européenne et l'EEE comptent une surmortalité de 580 000 décès entre mars et décembre 2020. Le graphique montre que moins de décès qu'en moyenne sont survenus en janvier et février 2020 (- 5,7% et - 2,7% respectivement dans l'Union européenne). Un premier pic de surmortalité est constaté pour l'UE dans son ensemble en mars 2020 (+ 13,7%), puis en avril (+ 25,3%). Après une descente progressive durant les mois de mai à juillet, une poussée de la surmortalité réapparaît en août (+ 7,6%), septembre (8,0%) et octobre (+ 17,3%), suivie d'un pic élevé en novembre (+ 40,0%). Si une surmortalité est observée dans toute l'UE pendant l'année 2020, le pic des décès est atteint à différents mois et avec une intensité variable d'un pays à l'autre,.
Lors du premier pic de mortalité, en avril 2020, trois pays dépassent les 50 % de surmortalité : l'Espagne (+ 80,5 %), la Belgique (+ 73,1 %) et les Pays-Bas (+ 53,8 %), dans le même temps trois autres pays voient une augmentation supérieure à 35% de leur mortalité : l'Italie (+41,7%) où le pic a eu lieu en mars (+ 49,6 %), la Suède (+ 38,2 %) et la France (+ 36,4 %). Durant la seconde moitié de 2020, une deuxième forte augmentation de la surmortalité apparaît dans la plupart des États membres de l'UE, même dans ceux qui n'ont pas été particulièrement concernés par le pic du printemps. À partir de septembre, la surmortalité devient plus forte et généralisée, atteignant de nouveaux sommets en novembre. Elle diminue ensuite fortement de décembre 2020 à février 2021. Concurremment avec la troisième vague de la pandémie, elle croît à nouveau en mars et avril 2021, puis diminue à partir du mois de mai. Durant l'été 2021, elle connaît un rebond modéré avec la quatrième vague qui touche davantage l'Europe de l'Est et les pays baltes, où cette tendance haussière s'amplifie en octobre et novembre 2021,.
La France a connu en 2020 la plus importante mortalité de son histoire récente, avec près de 667 400 décès enregistrés, soit 9 % de plus qu’en 2018 ou 2019. L’excédent de mortalité, toutes causes confondues, s’établit à 53 900 morts,.
La Russie connaît depuis longtemps un solde naturel négatif de sa population. La pandémie aggrave cette situation au point que, selon Rosstat, le nombre des décès a dépassé de 945 000 celui des naissances au cours des onze premiers mois de 2021, contre près de 575 000 pour la même période de l’année précédente,,.

### Variations régionales
L’impact de la pandémie en termes de surmortalité présente de forts contrastes régionaux. En 2020, les zones les plus affectées sont principalement le centre de l'Espagne, le nord de l'Italie, la Suisse, l'Ile-de-France, l'Est de la Pologne alors qu'à l'inverse l'Ouest de la France, l'Allemagne et la Scandinavie sont peu touchés. En 2021, on observe un déplacement de la surmortalité vers les régions de l'ancien Bloc de l'Est.

### Sous-estimation des décès imputables à la Covid-19
| Pays        | Estimation par The Economist (A) | Statistique officielle (B) | Ratio (A) / (B) |
| ----------- | -------------------------------- | -------------------------- | --------------- |
| Biélorussie | 51 107                           | 4 876                      | 10,5            |
| Turquie     | 312 427                          | 73 955                     | 4,2             |
| Russie      | 919 244                          | 252 999                    | 3,6             |
| Ukraine     | 160 061                          | 82 633                     | 1,9             |
| Pologne     | 136 598                          | 79 048                     | 1,7             |
| Roumanie    | 86 188                           | 53 575                     | 1,6             |
| Espagne     | 108 825                          | 87 743                     | 1,2             |
| Roy.-Uni    | 133 481                          | 143 533                    | 0,9             |
| France      | 80 857                           | 119 213                    | 0,7             |

L'OMS estime que la surmortalité réelle liée au nouveau coronavirus est très supérieure aux chiffres fournis par les États. Une estimation établit à environ 15 millions le nombre de décès excédentaire de 2020 à 2021. Une autre étude, publié en 2024, démontre également un excès de 6 millions de décès en 2020 et de 11 millions en 2021.
Le bilan officiel de 5 millions de morts dans le monde à fin octobre 2021 serait en réalité de 17 millions de morts selon l'hypothèse médiane établie par The Economist. En Europe, l'écart serait moindre, de l'ordre de 1,2 million en plus des 1,4 million officiellement recensés à fin octobre 2021,. Les données régulièrement publiées par l'Institute for Health Metrics and Evaluation vont dans le même sens, avec toutefois un écart moindre entre les statistiques officielles de décès liés à la Covid-19 et une estimation selon un modèle basé sur l'excédent de mortalité et plusieurs autres critères afin d'estimer la part de l'excédent de mortalité due à la Covid-19,.
Les pays européens dont l'écart entre l'estimation de The Economist et les statistiques officielles est le plus élevé sont la Biélorussie (ratio de 10,5 entre les deux nombres), la Turquie (ratio de 4,2), la Russie (ratio de 3,6), l'Ukraine (ratio de 1,9), la Pologne (ratio de 1,7) et la Roumanie (ratio de 1,6). Pour les grands pays d'Europe de l'Ouest ce ratio est sensiblement plus faible, voire négatif : il est de 1,2 pour l'Espagne et l'Italie, de 0,9 pour le Royaume-Uni et l'Allemagne, de 0,7 pour la France. En Russie, selon l'agence Rosstat la pandémie a été la cause directe ou indirecte de 626 000 décès d'avril 2020 à octobre 2021, soit plus du double des chiffres publiés par le gouvernement qui reposent sur une définition très restrictive des morts dus au coronavirus.
Une étude publiée dans The Lancet le 10 mars 2022 confirme que la mortalité globale liée à la Covid-19 est bien supérieure aux données officielles. En Europe de l'Ouest, le nombre de décès serait de 40 à 50 % supérieur aux chiffres officiels. En Europe centrale et de l'Est, il serait environ le double. Cette étude a cependant été beaucoup critiqué,,,,.

## Conséquences
Pour des articles plus généraux, voir Conséquences socio-économiques de la pandémie de Covid-19 et Économie de l'Union européenne.
Le 14 avril 2020, Gita Gopinath, la cheffe économiste du FMI, qualifie de « Grand Confinement » la crise mondiale résultant de cette pandémie, par référence à la Grande Dépression des années 1930 et à la Grande Récession des années 2010,.

### Conséquences économiques

#### Plus forte récession depuis 1945

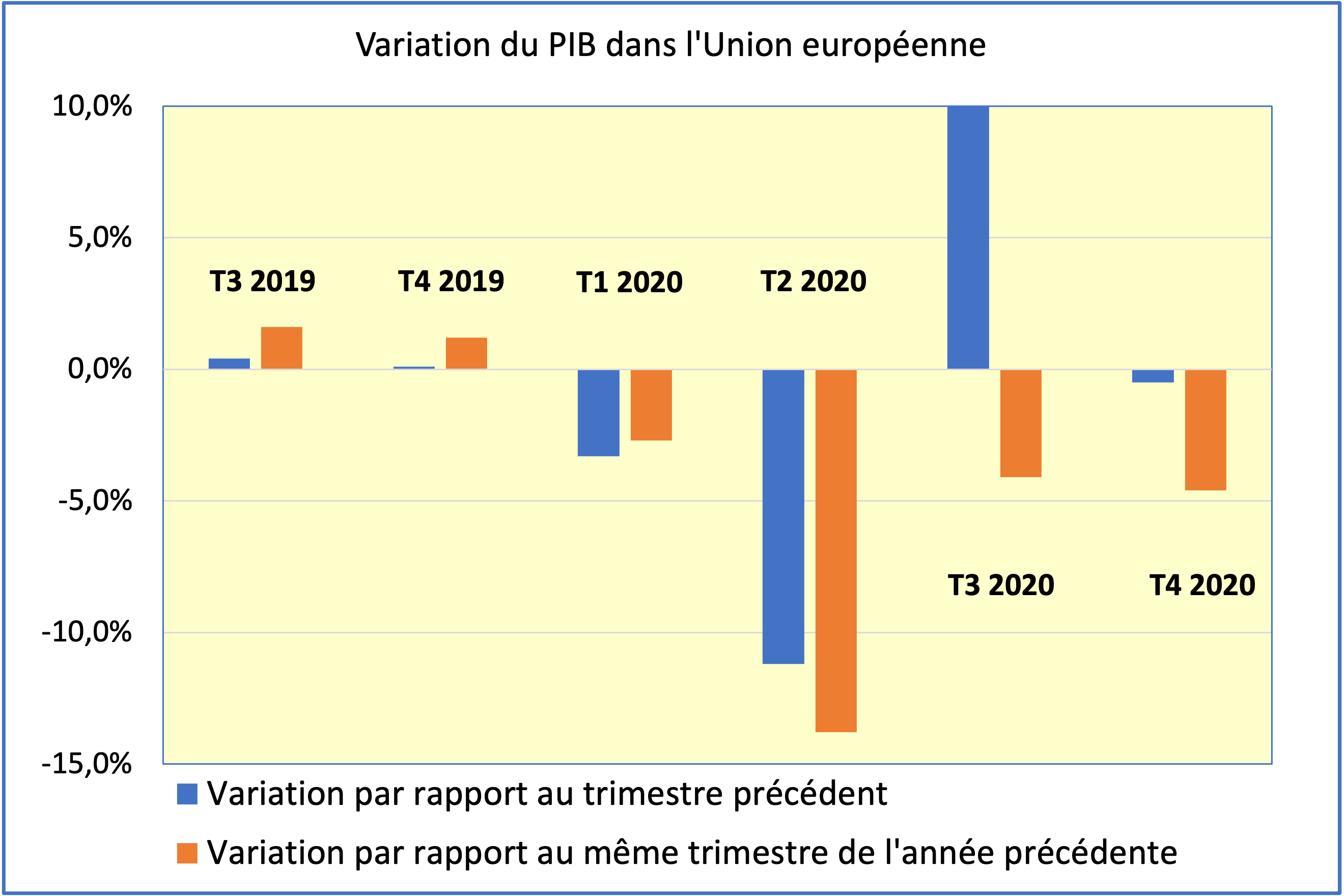
Variation du PIB dans l'Union européenne de T3 2019 à T4 2020.

En 2020, le PIB baisse de 6,1 % dans l'UE à Vingt-sept. Au Royaume-Uni, le PIB enregistre une chute en 2020 de 9,8 %, la plus forte des pays du G7. La situation est assez hétérogène entre les pays du Nord et de l'Est moins touchés et ceux du Sud déjà plus fragiles avant la pandémie, plus endettés et davantage sensibles à l'effondrement du tourisme : ainsi le PIB de l'Italie baisse en 2020 de 8,9 %, celui de l'Espagne de 10,8 %, tandis que la France voit sa richesse nationale baisser de 8,1 % et l'Allemagne de 4,8 %.
Les prévisions économiques publiées par la Commission européenne en février 2021 tablent sur un retour à la croissance de 3,7 % en 2021 et 3,9 % en 2022. La plupart des pays de l'Union devraient avoir retrouvé leur niveau d'activité de fin 2019 d'ici la fin de 2021 ou le début de 2022, à l'exception de l'Espagne et de l'Italie très affectées par la chute des activités de services.

#### Creusement du déficit et bond de l'endettement public
Pour limiter les impacts économiques et sociaux, les États européens ont engagé des moyens financiers d'une ampleur jamais vue en vue de soutenir les entreprises et les ménages. Selon le FMI, les plans de soutien mis en œuvre représentent 16 % du PIB au Royaume-Uni, 11 % en Allemagne, 8 % en France et 7 % en Italie. Il en résulte un creusement considérable des déficits publics et une augmentation corrélative des niveaux d'endettement,.
Ce retour de l'« État-providence » entraîne en 2020 un creusement spectaculaire du déficit budgétaire et corrélativement un bond de l'endettement des États européens. Ainsi, en un an, de fin 2019 à fin 2020, l'endettement des 27 pays de l'UE est passé de 77,6 % à 90,8 % du PIB. Dans sept pays, la dette publique dépasse 100 % du PIB : Grèce (206 %), Italie (156 %), Portugal (134 %), Espagne (120 %), Chypre (118 %), France (116 %) et Belgique (114 %). L'accroissement moyen de 13 points recouvre une disparité très importante d'un pays à l'autre. Il est plus élevé dans les pays déjà très endettés avant la pandémie : il est de 25 points en Espagne, de 21 en Italie et de 18 en France.
Cette situation inédite depuis la fin de la Seconde Guerre mondiale est à l'origine d'un débat entre les économistes qui recommandent une annulation de tout ou partie de cette dette et ceux qui la jugent irréaliste.

#### Secteurs économiques touchés de plein fouet

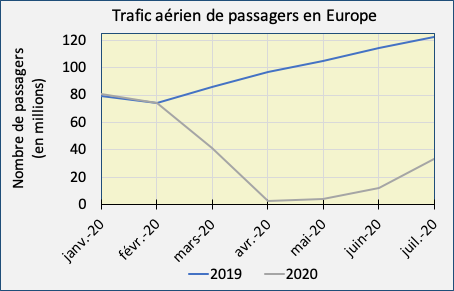
Nombre de passagers aériens en Europe en 2019 et 2020 (en millions)

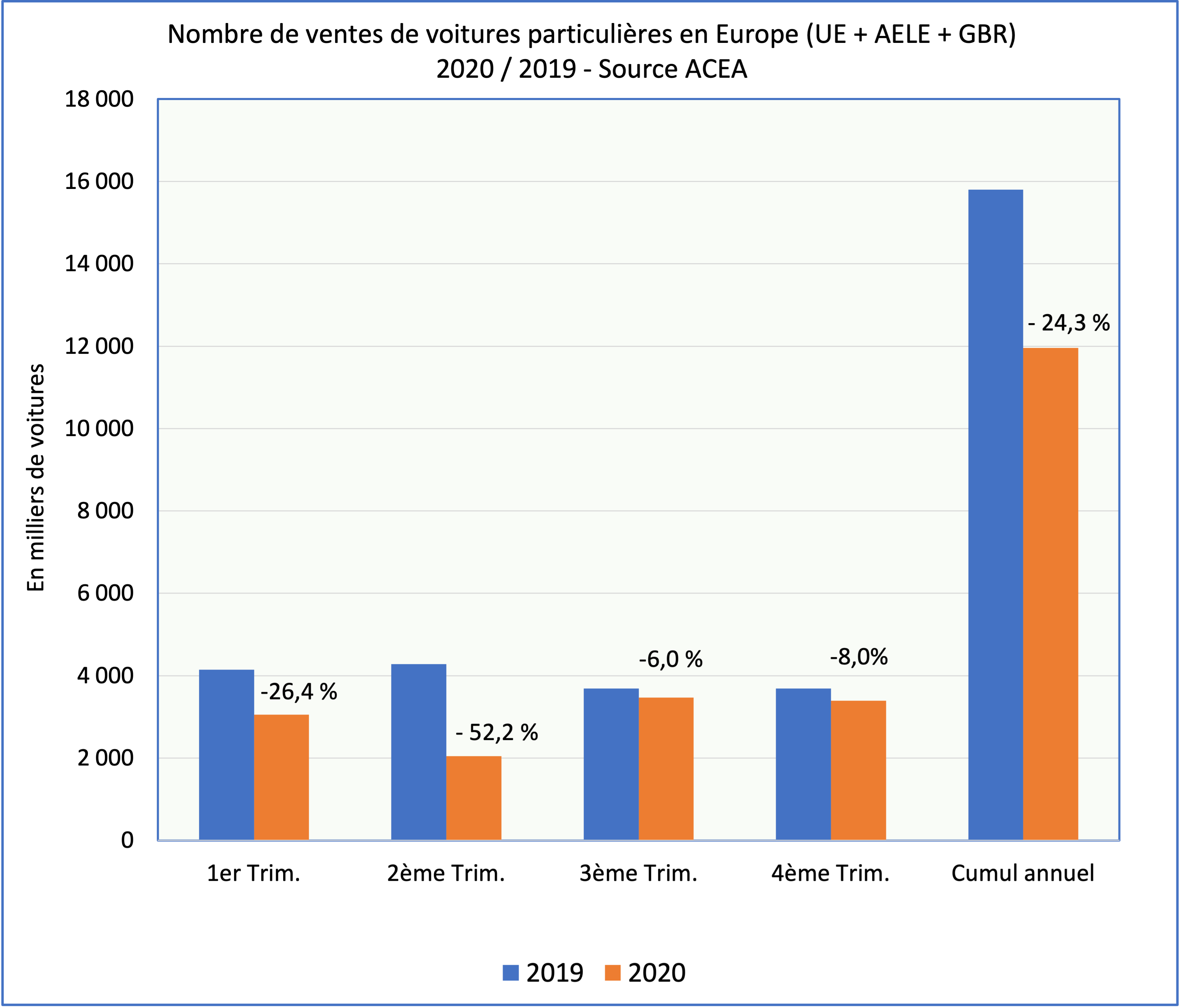
Graphique des ventes de voitures particulières en Europe (UE + AELE + GBR) trimestre par trimestre, sur les douze mois de 2020, comparées aux mêmes périodes de 2019.

Les mesures de confinement ont un lourd impact sur la consommation. En avril 2020, par rapport à avril 2019, l'indice des ventes de détail (corrigé des effets de calendrier) recule de 19,6 % dans la zone euro et de 18,0 % dans l'Union européenne.

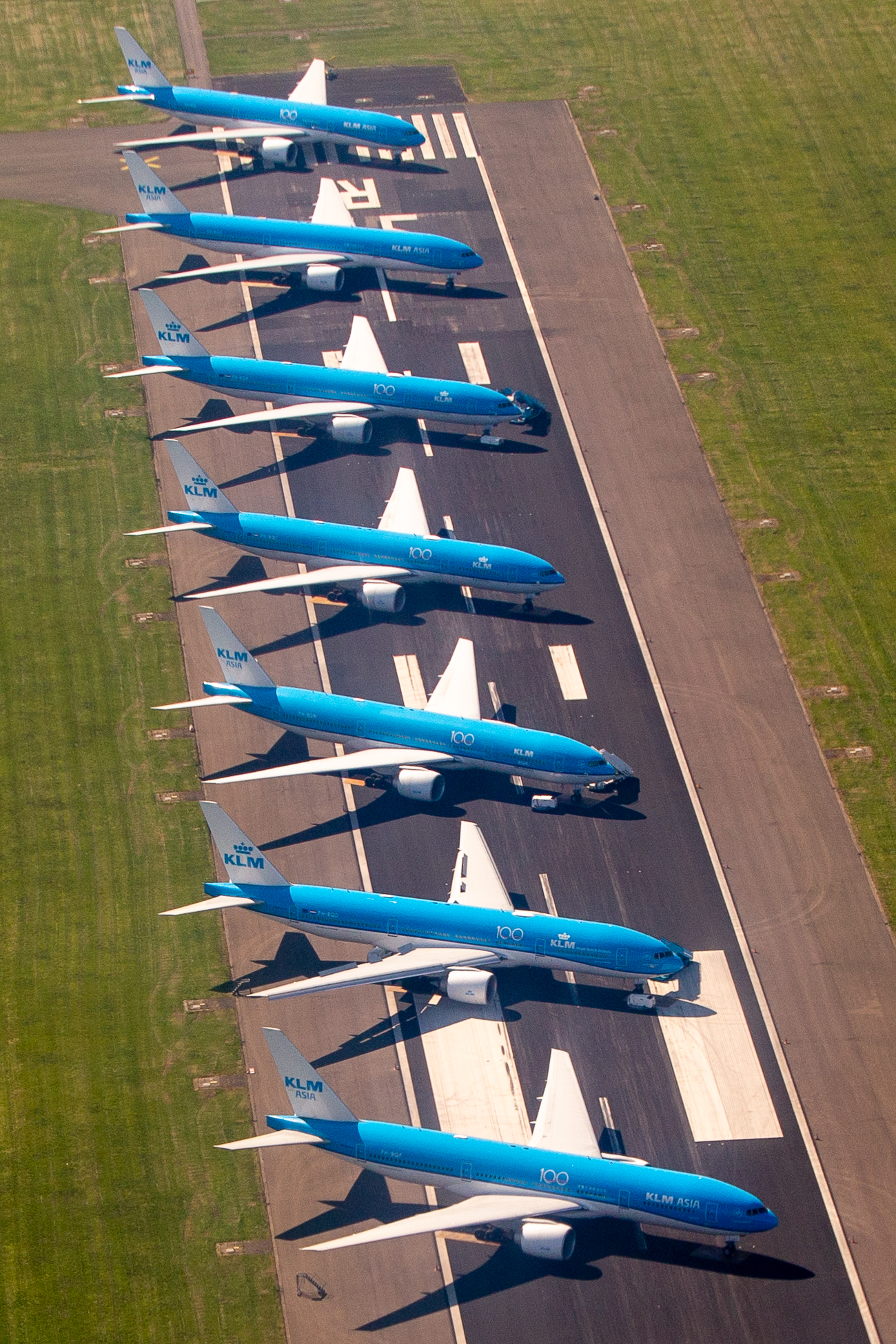
Avions de la KLM stationnés à l'aéroport d'Amsterdam-Schiphol, le 15 avril 2020.

Le transport aérien est touché de plein fouet par la pandémie de Covid-19. La réduction des échanges avec la Chine entraîne une légère baisse du nombre de passagers en janvier et février 2020, puis la fermeture des frontières se traduit par un effondrement du trafic dans le courant du mois de mars et un quasi arrêt au mois d'avril. Selon une étude publiée le 26 mai par l'Organisation de l'aviation civile internationale (OACI), le nombre de passagers a baissé en Europe en 2020, par rapport à l'année précédente, de 53 % en mars et de 96 % en avril. Dans cette étude, le scénario central élaboré par l'OACI prévoit sur l'ensemble de l'année 2020 une diminution de plus de 50 % du trafic passager,. Les données hebdomadaires publiées par l'Airports Council International concernant le nombre de passagers passant par les aéroports européens montrent que la chute est brutale durant la seconde quinzaine de mars, au cours de laquelle la plupart des pays ont désormais des mesures strictes de confinement et de fermeture des frontières : la baisse constatée est de 10 % pour la semaine du 1er mars, puis de 23 % pour la suivante, de 52 % durant celle du 15 mars, et de 88 % pour celle du 22 mars. En avril, la baisse est en moyenne de 98,6 %.
Secteur économique stratégique pour l'Europe, l'industrie automobile fournit 13,8 millions d'emplois directs ou indirects soit environ 6,1 % des emplois dans l'UE. Elle compte pour 7 % du PIB de l'UE. Le secteur, déjà marqué par des ventes en recul au cours des deux premiers mois de 2020, est terriblement affecté par la pandémie. En mars, les ventes de voitures particulières enregistrent une baisse de plus de 50 % et s'effondrent de 78,3 % en avril. Sur les six premiers mois de l'année 2020, elles baissent de 40 % par rapport à la même période en 2019, et sur les neuf premiers mois de près de 30 %.
Le tourisme est durement affecté par les mesures de restriction des déplacements. Le nombre de nuitées dans les établissements de toutes natures recevant des hôtes payants s'établit à 353 millions de janvier à avril 2020 dans l'Union européenne, soit une baisse de 44 % par rapport à 2019. La baisse est de 62 % en mars et de 95 % en avril,.
La pandémie a aussi d'importantes conséquences sur la chaîne alimentaire en fragilisant la production et la récolte des produits alimentaires et en aggravant l'insécurité alimentaire des consommateurs les plus fragiles. Beaucoup de pays de l’ouest de l’Europe dépendent d’une main-d’œuvre saisonnière migrante, venant notamment de Roumanie, de Bulgarie ou de Pologne ; la fermeture des frontières au sein même de l'Union européenne perturbe les récoltes. Avec la fermeture des écoles et des restaurants, beaucoup de producteurs voient s’interrompre les possibilités d’écouler leurs produits. Dans certains pays d'Europe, les banques alimentaires sont devenues une partie intégrante du paysage de la protection sociale,.

### Conséquences sociales
Au printemps 2020, pour faire face à la première vague de Covid-19 et à la récession liée au confinement, les gouvernements européens instaurent de généreuses mesures d’urgence : prêts garantis aux entreprises, reports de charges, moratoires sur les crédits aux sociétés ou aux particuliers, et surtout, généralisation du chômage partiel. Au Royaume-Uni, pourtant depuis des décennies terre d'orthodoxie libérale en économie, le gouvernement fait le choix du modèle européen en protégeant les employés et les entreprises pendant le confinement, à l’opposé du modèle américain qui laisse le chômage exploser : la mesure la plus spectaculaire est la création dans l'urgence d'un système de chômage partiel qui permet début mai à six millions d’employés de percevoir 80 % de leur salaire. Au plus fort de la crise, 45 millions de personnes dans les cinq grandes économies européennes bénéficient du chômage partiel,,.
Pour des raisons techniques, il est temporairement impossible d'afficher le graphique qui aurait dû être présenté ici.

Le taux de chômage dans l'UE était en moyenne de 6,7 % en 2019, en baisse constante depuis 2013. Dès le mois d'avril 2020 le chômage augmente dans l'Union européenne : selon Eurostat, le taux de chômage s'établit à 6,6 % en avril, pour atteindre 7,8 % en août 2020 puis redescendre à 7,3 % en décembre.
Les gouvernements européens cherchent à éviter une vague de licenciements massive à l'automne 2020, alors que de nombreux plans sociaux sont annoncés. Les plans de relance par l'investissement n’auront pas d’effet dopant sur l’activité avant la mi, voire la fin 2021. Aussi, les mesures d'urgence sont-elles prolongées sous la forme d'allocations de chômage partiel ou de partage de l'activité entre les salariés d'une entreprise. En Allemagne, où les marges de manœuvre budgétaires sont les plus larges, le gouvernement a prolongé le chômage partiel de deux ans, jusqu’en 2022. En Suède, le chômage partiel est prolongé jusqu’au 31 décembre 2020, ainsi que la prise en charge des congés maladie par l’État et la suppression des jours de carence. En France, les mesures de chômage partiel et les prêts garantis par l'État sont prolongés jusqu'à la fin de l'année 2020, selon des modalités durcies afin de limiter les abus.

### Réponse des institutions de l'Union européenne
Depuis le mois de mars 2020, les institutions et les organismes de l'Union européenne réagissent au développement de la pandémie par des recommandations et des actions qui concernent pour une part sa dimension sanitaire mais se concentrent surtout sur ses conséquences économiques et sociales,.
Face à la pandémie, les États décident dans le courant du mois de mars 2020 des mesures d'urgence sanitaire et de limitation des déplacements sans coordination au niveau de l'UE et sans manifestation de solidarité forte entre ses membres. Le 2 avril 2020, la présidente de la Commission européenne, Ursula von der Leyen reconnait le manque de solidarité au sein de l'Union européenne, et présente ses excuses à l'Italie durement touchée par la pandémie de Covid-19. La présidente de la Commission critique sévèrement les États membres pour leur manque de coordination et de solidarité au début de la pandémie, qui frappe dramatiquement l’Italie, l’Espagne et la France,.
En revanche, depuis la mi-mars, les États membres ont pris des mesures réglementaires et financières d'une grande ampleur pour limiter les conséquences sociales et économiques de la pandémie. Mais la mise en place d'un « Fonds de relance » à hauteur des enjeux pour sortir de la crise fait toujours débat fin avril, les différences de points de vue étant grandes entre les « pays du Nord », Pays-Bas en tête, et « pays du Sud ». Devant la gravité de la situation économique et sociale de l'UE, les dirigeants sont convenus le 23 avril de la nécessité d'une relance forte mais sont encore loin d'un consensus sur ses modalités.
À l'occasion de la journée de l'Europe, le 9 mai, dans une initiative inédite les 27 chefs d'État et de gouvernement, ainsi que les dirigeants des trois institutions de l'Union européenne, prônent la solidarité pour sortir « plus forts » de la crise du coronavirus.

### Participation de l'Union européenne à la gestion de la crise du coronavirus
L'Union européenne dispose de moyens de gestion des crises qui peuvent être mobilisés à tout moment par un ou des États membres et qui sont coordonnés par Janez Lenarčič, commissaire à la gestion des crises, chargé de la politique de protection civile et d’aide humanitaire dans la commission von der Leyen I.
Le mécanisme de protection civile de l'UE est activé le 28 janvier 2020 à la suite d'une demande d'assistance de la France pour le rapatriement des citoyens de l'UE bloqués à Wuhan par la pandémie de Covid-19 en Chine. Le dernier week-end de janvier, deux avions français et un avion allemand, cofinancés par l’Union européenne via le mécanisme de protection civile, rapatrient 558 personnes depuis Wuhan.
Depuis, au 28 avril, le mécanisme de protection civile de l’UE a facilité le rapatriement en Europe de plus de 53 500 citoyens de l’UE venus du monde entier. À cette même date, depuis le début de la pandémie, plus de 520 000 personnes ont été rapatriées en Europe grâce à des vols organisés par les États membres.
Par ailleurs, l'UE crée, dans le cadre de RescEU, une nouvelle réserve européenne commune de matériel médical d'urgence, comprenant notamment des ventilateurs, des masques de protection et du petit matériel de laboratoire, afin d'aider les pays de l'UE qui en ont besoin.

### Action de l'Union européenne dans le domaine de la santé
La santé ne fait pas partie des domaines de compétences exclusives ou partagées de l'Union européenne, mais des domaines où elle dispose d'une compétence pour mener des actions pour appuyer, coordonner ou compléter l'action des États membres, selon les termes de l'article 6 du TFUE. L’UE complète les politiques de santé nationales « en aidant les autorités nationales à atteindre des objectifs communs, à mettre en commun les ressources et à surmonter les défis communs ». L'action de l'UE se déploie notamment via deux agences spécialisées, le Centre européen de prévention et de contrôle des maladies (ECDC) et l'Agence européenne des médicaments (EMA). Ce contexte institutionnel explique pourquoi l'action de l'UE en réponse à la crise provoquée par le coronavirus est surtout d'ordre économique,.
Ainsi, les mesures sanitaires pour freiner la propagation du virus et adapter dans l'urgence le système de santé pour qu'il puisse faire face à l'afflux de malades ont été prises par chaque État sans souci de cohérence et de solidarité européenne. De même, les plans de déconfinement progressif sont décidés par chacun, sans souci de cohérence et sans qu'à fin avril des décisions soient prises concernant la circulation des personnes au sein de l'Union européenne.
Désireuse de tirer les leçons de la pandémie, l'UE lance en février 2021 un programme ayant vocation à étudier les mutations du Covid-19, sous le nom de Hera Incubator, qui réunira les laboratoires, les autorités sanitaires, les scientifiques et la Commission européenne, avec d’importants fonds dédiés, afin d'aider les industriels à développer des capacités de production des vaccins de deuxième génération. Ce programme est une première étape vers la création d'une troisième agence spécialisée dans le domaine de la santé, la Health Emergency Response Authority (HERA), afin de lutter contre les futures pandémies et de mieux se coordonner entre les Vingt-Sept,.

#### Recommandations du Centre européen de prévention et de contrôle des maladies
Le Centre européen de prévention et de contrôle des maladies (ECDC) publie le 22 janvier 2020 son premier document d'évaluation des risques résultant de l'épidémie de coronavirus SARS-CoV-2 en Chine. Ce document est depuis actualisé tous les dix jours environ. La neuvième mise à jour est publiée le 23 avril.
Le 10 février, l'ECDC publie un document recommandant de promouvoir la distanciation sociale, en évitant les poignées de mains et les embrassades, les transports bondés, ainsi que les réunions et rassemblements non nécessaires.
À partir du 12 mars, les publications de l'ECDC soulignent la gravité de la situation et la nécessité que les États prennent des mesures d'urgence fortes, comme les fermetures d'école, les journées de congés maladie, ou les fermetures des lieux de travail. Des pays comme la Chine ou l'Italie ont également développé des restrictions de voyages également connues sous la dénomination de « cordon sanitaire » à de vastes bassins de populations. La Chine estime que ce genre de mesure pourrait réduire la mortalité de 66 % à 95 %.

#### Actions engagées par l'UE pour promouvoir la recherche sur des traitements et des vaccins
En appui des actions engagées par chaque État, l'UE a engagé plusieurs actions de financement :
- Financement de la recherche sur la Covid-19 : l'UE mobilise 140 millions d'euros, répartis entre 48,5 millions d'euros pour 18 projets de vaccins et de traitement au titre du programme de recherche Horizon 2020, et 90 millions d'euros de fonds publics et privés pour les traitements et les diagnostics au titre de l'initiative en matière de médicaments innovants.
- Financement par le Conseil européen de l'innovation à hauteur de 164 millions d'euros (annonce du 25 mars) et de 150 millions d'euros supplémentaires (annonce du 30 avril) pour les PME et les jeunes entreprises en vue de solutions innovantes pour lutter contre l'épidémie de Covid-19[134].
- Octroi jusqu'à 80 millions d'euros d'aide financière en faveur de CureVac, développeur européen de vaccins hautement innovant, au moyen d'une initiative commune de l'UE et de la Banque européenne d'investissement.

Un pas supplémentaire est franchi en juin 2020 avec la mise en place d'une stratégie d'achat anticipé de vaccins par l'UE au nom des États membres auprès de laboratoires pharmaceutiques. En échange du droit d’acheter un nombre défini de doses de vaccin dans un délai donné et à un prix donné, une partie des coûts initiaux supportés par les laboratoires est financée par l'UE. Le financement en est assuré par l'« instrument d'aide d'urgence » activé par le Conseil en avril 2020 et doté d'une enveloppe de 2,7 milliards d'euros.
Entre août et novembre 2020, six contrats sont signés par la Commission au bénéfice de tous les États membres pour la fourniture de plusieurs centaines de millions de doses de vaccin contre la Covid-19. Les contractants sont AstraZeneca, Sanofi / GlaxoSmithKline, Janssen Pharmaceutica NV, l'alliance germano-américaine BioNTech / Pfizer, CureVac et Moderna,. La signature du contrat  avec BioNTech / Pfizer pour la fourniture de 300 millions de doses de vaccin contre la Covid-19 intervient le 11 novembre, deux jours après que les deux sociétés aient annoncé que leur candidat-vaccin, administré en deux injections, était efficace à plus de 90 %, au vu des résultats obtenus au cours des essais de phase 3, entamés le 27 juillet 2020. En 2021, deux contrats supplémentaires sont conclus avec Novavax et Valneva.
L’Agence européenne des médicaments (EMA), qui examine les demandes d'autorisation déposées par les laboratoires pharmaceutiques, a mis sur pied une procédure accélérée, qui lui permet d'examiner les données de sécurité et d'efficacité des vaccins au fur et à mesure de leur parution, avant même qu'une demande formelle d'autorisation soit déposée par le fabricant ,. Sur la base de l'évaluation scientifique menée selon cette procédure, l'EMA et la Commission autorisent le 21 décembre 2020 la mise sur le marché de l'Union européenne d'un premier vaccin, le Comirnaty développé par  BioNTech / Pfizer.

#### Feuille de route européenne pour la levée des mesures de confinement
La Commission souhaite que l’assouplissement des mesures de confinement soit graduel, coordonné entre les États membres et fondé sur des preuves. Le 15 avril, la Commission publie Une feuille de route européenne pour la levée des mesures de confinement liées à la pandémie de coronavirus, préparée avec l'ECDC et le groupe consultatif de la Commission sur le coronavirus. Ce document présente un ensemble de recommandations pour que la levée graduelle des mesures de confinement ne se traduise pas par une nouvelle flambée incontrôlable de l'épidémie.
La Commission souhaite également un cadre pour les applications de géolocalisation volontaire. La feuille de route européenne pour la levée des mesures de confinement note que le suivi rapproché des citoyens par leurs smartphones doit s’effectuer de façon volontaire, reposer sur le consentement et respecter les normes de confidentialité et de protection des données de l’UE. Elle ajoute que de tels logiciels de géolocalisation peuvent uniquement exploiter les données anonymes et doivent être désactivés dès la fin de la crise sanitaire.

#### Coordination de la libre circulation au sein de l'UE
Le Conseil de l'UE adopte le 13 octobre des recommandations visant à coordonner les mesures ayant une incidence sur la libre circulation au sein de l'Union. L'ECDC publie chaque semaine une carte quadricolore (vert, ambre, rouge, gris) classant les régions de l'UE en quatre catégories selon le taux cumulé de notification de cas de COVID-19 sur 14 jours, auxquelles sont liées des règles de circulation .
L'UE définit le certificat covid de l'Union européenne.

### Mesures de soutien budgétaire et économique
Le 13 mars 2020, la Commission européenne propose une série de mesures budgétaires et économiques. Il s'agit de :
- mobiliser des ressources disponibles du budget 2020 de l'UE,
- permettre aux États d'utiliser « au titre de la politique de cohésion pour lutter contre la crise provoquée par le coronavirus » 37 milliards de Fonds structurels et 800 millions du Fonds de solidarité.

Les 19 et 20 mars 2020, la Commission propose d'utiliser des dispositions des traités pour permettre aux États membres de prendre des mesures pour faire face à la crise. Il s'agit :
- de mettre en place des règles temporaires facilitant l'octroi des aides d'État aux entreprises sous forme de subvention, de prêt ou de garantie, en se fondant sur l' article 107 paragraphe 3 alinéa b du TFUE[147],[148],[149]
- d'activer la clause dérogatoire générale du pacte de stabilité et de croissance (PSC), permettant ainsi aux États de prendre des mesures budgétaires en dérogeant aux obligations qui s'appliquent normalement au titre du cadre budgétaire européen[150].

Le 2 avril 2020, la Commission européenne propose une série de nouvelles mesures économiques :
- protection contre le chômage : création de SURE[q], un nouvel instrument de solidarité à l’échelle de l’Union visant à aider les travailleurs à conserver leur revenu et les entreprises à rester à flot et à garder leur personnel. L’instrument SURE apportera une assistance financière à hauteur de 100 milliards d’EUR sous forme de prêts de l’UE[152],
- aide aux plus démunis : adaptation du Fonds européen d’aide aux plus démunis afin de garantir que l’aide alimentaire puisse continuer à être fournie là où elle est nécessaire,
- aide aux agriculteurs et au pêcheurs : mesures de flexibilité exceptionnelles dans le cadre du Fonds européen pour les affaires maritimes et la pêche,
- utilisation de chaque euro disponible des trois Fonds de la politique de cohésion : le Fonds européen de développement régional, le Fonds social européen et le Fonds de cohésion avec une souplesse maximale,
- utilisation des ressources disponibles du budget 2020 de l'UE, soit environ 3 milliards d'euros, pour contribuer à répondre aux besoins des systèmes de santé européens.

Le 9 avril, l'Eurogroupe va au-delà des propositions de la Commission en proposant trois filets de sécurité immédiats d'un montant de 540 milliards d'euros pour :
- l'emploi et les travailleurs, avec l'instrument de solidarité SURE,
- les entreprises, avec la création d'un fonds de garantie paneuropéen par la Banque européenne d'investissement (BEI), à concurrence de 200 milliards d'euros, sous forme de prêts aux entreprises,
- les États membres, avec la mise en place d'une ligne de crédit, dans le cadre du mécanisme européen de stabilité, de précaution existante, utilisable sous la forme de prêts pouvant être octroyés à tous les États membres de la zone euro, à concurrence de 2 % de leur PIB cumulé, soit 240 milliards d'euros[153],[154].

Le 17 avril, le Parlement européen vote une résolution qui « demande à la Commission de proposer un ensemble massif de mesures de relance et de reconstruction pour l’investissement afin de soutenir l’économie européenne au sortir de la crise, au-delà de ce que font déjà le mécanisme européen de stabilité (MES), la Banque européenne d’investissement (BEI) et la Banque centrale européenne (BCE), dans le cadre du nouveau cadre financier pluriannuel (CFP) ». Cette résolution appuie, sans utiliser le vocable « eurobonds », l'idée d'un plan de relance qui repose sur un endettement collectif par tout ou partie des États membres, mais dont les modalités ne font consensus ni entre les partis au Parlement européen, ni entre les dirigeants des États membres.
Le 8 mai, l'Eurogroupe définit les conditions auxquelles les pays qui le souhaiteraient pourront bénéficier d'une ligne de crédit via le mécanisme européen de stabilité (MES). Les dix-neuf pays de la zone euro peuvent solliciter un prêt via le MES à un très bas taux d'intérêt (0,1 %) et sur une durée maximale de dix ans, à hauteur de 2 % de leur PIB, dès lors qu’ils sont en mesure de prouver qu’il finance des dépenses de santé liées au coronavirus,.
Le 15 mai, le Parlement européen approuve une résolution qui appelle la Commission à présenter un plan de relance d'un montant de 2 000 milliards d'EUR en addition au cadre financier pluriannuel 2021-2027.

### Réunions de Conseil européen
En mars et avril 2020, le Conseil européen tient quatre réunions exceptionnelles en vidéoconférence, les 10 mars, 17 mars, 26 mars et 23 avril. Le 10 mars, les dirigeants européens identifient quatre priorités à l'échelle de l'UE : limiter la propagation du virus Covid-19, fournir du matériel médical à tous les États membres, promouvoir la recherche, et faire face aux conséquences socio-économiques.
Le 17 mars, concernant les frontières extérieures de l'UE, le Conseil européen approuve les propositions de la Commission européenne visant à interdire les déplacements non essentiels à destination de l'UE pour une période de 30 jours. Concernant les frontières intérieures de l'UE, l'objectif commun est d'assurer la circulation des médicaments, des denrées alimentaires et des biens, et de permettre aux citoyens européens d'être en mesure de se rendre dans leur pays d'origine. Enfin, les dirigeants européens soutiennent les propositions faites le 13 mars par la Commission, dont l'approbation relève de la compétence du Conseil de l'Union européenne et du Parlement européen. La réunion du 26 mars ne débouche pas sur des décisions concrètes mais les dirigeants demandent que des mesures plus fortes soient étudiées par la Commission et l'Eurogroupe pour faire face à la récession annoncée,.
Le 23 avril, les dirigeants européens approuvent le « paquet » de 540 milliards d'euros en faveur des travailleurs, des entreprises et des États, adopté par l'Eurogroupe le 9 avril dernier,. Ils mandatent la Commission européenne pour faire des propositions relatives à un Fonds pour la relance et à son articulation avec le Cadre financier pluriannuel (CFP) 2021-2027,.
Lors du Conseil européen extraordinaire du 17 au 21 juillet 2020, les dirigeants de l'UE s'accordent sur un plan de relance de 750 milliards d'euros, rendu nécessaire par la pandémie de Covid-19 et sur le cadre financier pluriannuel de l'UE pour la période 2021-2027. Pour financer ce plan, la Commission européenne empruntera sur les marchés au nom de tous les États membres. Sur les 750 milliards d’euros affectés au plan de relance, 360 milliards seront prêtés aux États membres qui devront les rembourser, et 390 milliards leur seront transférés d’ici à 2023, sous forme de subventions qui, elles, seront remboursées par les Vingt-Sept. Ces moyens financiers, qui viendront abonder le budget communautaire de 1 074 milliards sur la période 2021-2027, aideront en priorité les pays les plus touchés par la crise, l’Italie, l’Espagne, et dans une moindre mesure la France.

### Actions de la Banque centrale européenne
Le 18 mars 2020, la Banque centrale européenne (BCE) lance un plan d’urgence historique pour calmer les marchés en annonçant des rachats de titres pour 750 milliards d’euros,.
Le 22 avril, la BCE annonce qu'elle pourra accepter des obligations dégradées en catégorie « spéculative » ou « pourrie » (en anglais « junk ») en garantie des crédits accordés aux banques, une nouvelle mesure destinée à maintenir la capacité des banques à prêter pour « continuer de mettre à disposition des ressources financières pour l'économie de la zone euro », indique la BCE dans un communiqué. Pour un émetteur, public ou privé, dont la dette avait une qualité suffisante le 7 avril dernier, la BCE va de fait geler cette appréciation et ainsi neutraliser d'avance une possible dégradation par les agences de notation,,.
Le 30 avril, la BCE annonce que son plan d'urgence pour faire face à la pandémie (Pandemic Emergency Purchase Programme), via des rachats massifs de dette, pourrait être prolongé au-delà de la fin 2020 ; la BCE est prête à revoir la répartition et le volume des rachats de dette publique ou privée effectués par la BCE « autant que nécessaire » et « aussi longtemps » qu’il le faudra, indique le communiqué de décision de politique monétaire. En outre, la BCE annonce une baisse des taux d'intérêt relatifs à certaines de ses opérations de refinancement.
Le 4 juin, la BCE annonce un nouveau plan de soutien à l’économie de l'UE. Elle ajoute 600 milliards d’euros au programme de 750 milliards d’achat de dettes annoncé en mars. Son plan, qui devait se terminer fin 2020, est prolongé jusqu’à la mi-2021.

## Statistiques de propagation de la Covid-19

### Données de la pandémie par pays et territoire

#### Cas et décès par pays
Des données quantitatives relatives à la Pandémie de Covid-19 par pays et territoire sont très régulièrement publiées par les institutions nationales et consolidées par des organisations comme l'université Johns-Hopkins qui met en ligne des données et des analyses au niveau mondial ainsi qu'un tableau de bord graphique, ou comme le Centre européen de prévention et de contrôle des maladies (ECDC) qui publie également des données mondiales et des analyses plus détaillées au niveau européen. La comparaison de ces chiffres entre les États européens, et même au sein de l'UE selon l'ECDC, doit être effectuée avec précaution en raison des différentes approches de comptage.
Presque tous les pays ont pris des mesures très importantes pour contenir l'épidémie, aussi la trajectoire de l'épidémie présente-t-elle d'importantes similitudes d'un pays à l'autre. En début de crise, l’épidémie de COVID-19 présente une augmentation exponentielle du nombre de décès selon un même rythme journalier. Puis, après la mise en place de mesures de distanciation physique et de confinement, les courbes entament une inflexion, le nombre de décès quotidiens atteignant un plateau qui débute autour du trentième jour.

#### Disparités territoriales durant la première vague du printemps 2020
L'analyse de la surmortalité durant la première vague à la maille du découpage territorial de chacun des pays de l'Union européenne met en évidence de grandes disparités à l'intérieur même de la plupart des pays,.
Pour des raisons techniques, il est temporairement impossible d'afficher le graphique qui aurait dû être présenté ici.

Dans chaque pays, la population n'est pas soumise avec la même intensité partout au risque de décéder de la Covid-19. Ce risque est beaucoup plus élevé dans les régions où l’épidémie a flambé du fait de la combinaison d’un événement déclencheur — comme de grands rassemblements — et de facteurs d’attisement : densité des populations, circulation ou rencontres. En moyenne dans l'UE, la surmortalité entre mars et juin 2020 est inférieure à10% dans la moitié des entités territoriales. Dans quelques pays peu touchés, comme l'Allemagne ou la Pologne, aucune des entités ne connaît une hausse de la surmortalité supérieure à 10%. En revanche, dans l'Union, 13 % des entités territoriales sont confrontées à une hausse de la mortalité supérieure à 50 % par rapport à la moyenne des trois années précédentes ; les pays les plus concernés sont l'Espagne, l'Italie, la France et les Pays-Bas,.
En Italie, la Lombardie concentre 49% des décès italiens et compte à la mi-mai 149 décès pour 100 000 habitants. Près de la frontière française, le Val d'Aoste en compte près de 111, plus du double de la moyenne nationale. En comparaison, le sud de la botte italienne est plutôt épargné : la Calabre et la Basilicate comptent respectivement 4,7 et 4,8 décès pour 100 000 habitants, et la Sicile 5,1.
En Espagne, la communauté de Madrid concentre 33% des décès et la Catalogne 21% des décès. Trois régions affichent à la mi-mai un taux de mortalité au moins deux fois plus élevé que la moyenne nationale : la Communauté de Madrid avec 137 décès pour 100 000 habitants, la Castille-La Manche avec 131 et la région de La Rioja avec près de 110 décès,,.
En France, l’Île-de-France et le Grand Est sont les plus touchés avec 39% et 19% des décès français à la mi-mai,. À Paris et dans le Val-de-Marne, on compte 75 morts pour 100 000 habitants, alors que la France en compte en moyenne 42. Dans le Grand Est, le Territoire de Belfort et le Haut-Rhin sont les plus touchés avec respectivement 120 et 98 morts pour 100 000 habitants.

#### Disparités territoriales durant la seconde vague fin 2020
Durant la seconde vague, une disparité similaire à celle constatée durant la première vague est observée entre les régions d'un même pays. Les cartes et données publiées par l'ECDC relatives au taux d'incidence par région administrative des pays de l'UE mettent en évidence des écarts d'un facteur 4 en France et en Italie, et d'un facteur 2,5 en Espagne entre les régions les moins touchées et celles les plus touchées par la pandémie.
| Pays    | 0-99     | 100-199                                             | 200-299                                                                          | 300-399                                                               | 400-499                               | 500-599                                               | 600-699  | 700-799            | 800-899                   | 900-999            | >1000   |
| ------- | -------- | --------------------------------------------------- | -------------------------------------------------------------------------------- | --------------------------------------------------------------------- | ------------------------------------- | ----------------------------------------------------- | -------- | ------------------ | ------------------------- | ------------------ | ------- |
| France  | Corse    | Bretagne Pays de la Loire Occitanie Nouv. Aquitaine | Île de France Normandie Centre-Val de Loire PACA                                 | Hauts-de-France Grand Est Bourg. Fr. Comté                            | Auv. Rh. Alpes                        |                                                       |          |                    |                           |                    |         |
| Espagne | Canaries |                                                     | Îles Baléares Com. de Madrid Galice Estrémadure Catalogne Navarre Rég. de Murcie | Aragon Cantabrie Com. valencienne Ceuta Andalousie Castille-La Manche | Asturies La Rioja Melilla Pays basque | Castille-et-León                                      |          |                    |                           |                    |         |
| Italie  |          |                                                     |                                                                                  | Calabre Sardaigne                                                     | Marche Sicile Pouilles                | Ligurie Molise Ombrie Trente Basilicata Lazio Toscana | Abruzzes | Campanie Emilie-R. | Lombardie Vénétie Piémont | Val d'Aoste Frioul | Bolzano |

### Nombre de cas confirmés hebdomadaires
Le graphique ci-dessous montre le nombre de cas mensuels confirmés dus à la Covid-19 en Europe par groupe de pays (Union européenne, Russie, Royaume-Uni, autres pays d'Europe) de janvier 2020 à décembre 2021.
Le nombre de cas confirmés doit être interprété séparément pour la première vague et pour les vagues suivantes pour la raison que le nombre de tests effectués, très faible durant le premier semestre 2020, est devenu très important depuis lors. Il en résulte que la proportion de cas détectés est depuis l'été 2020 très supérieure à celle durant la première.

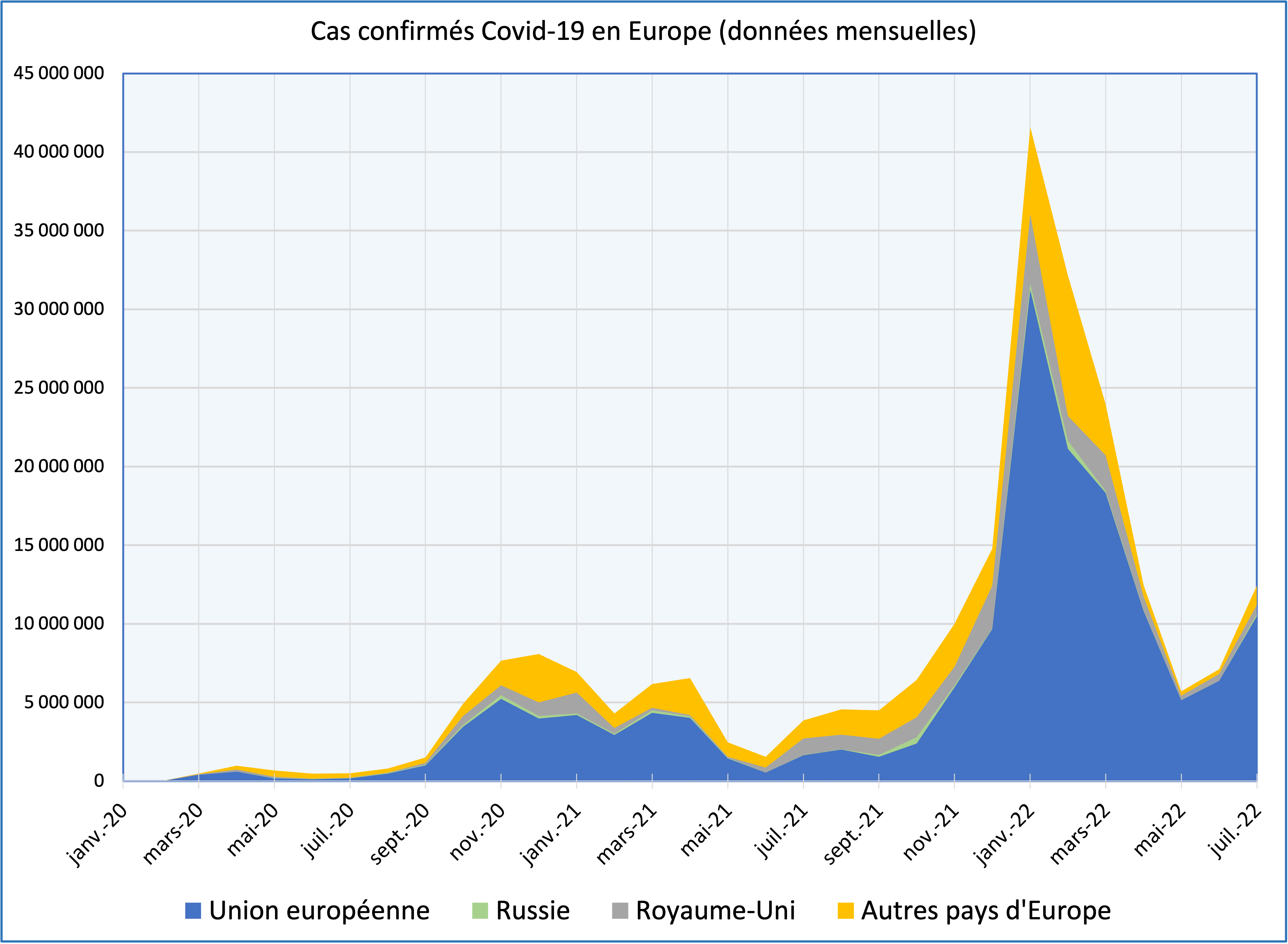

### Taux d'incidence
En épidémiologie, le taux d'incidence rapporte le nombre de nouveaux cas d'une pathologie observés pendant une période donnée à la population dont sont issus les cas. Le graphique ci-dessous montre le nombre de cas par semaine pour 100 000 habitants, selon la norme adoptée par Santé Publique France. Les cartes et graphiques publiés par l'ECDC montrent le nombre de cas sur 14 jours pour 100 000 habitants.
Taux d'incidence sur une semaine (depuis le 29 juin 2020 jusqu'au 16 janvier 2022)
Pour des raisons techniques, il est temporairement impossible d'afficher le graphique qui aurait dû être présenté ici.

Ces données sont calculées sur la base du nombre de cas confirmés par les tests pratiqués sur la population. Le graphique ci-dessus n'inclut pas les données relatives au premier semestre 2020 dans la mesure où le nombre de tests pratiqués était généralement trop faible pour que le taux d'incidence soit représentatif de la réalité de l'ampleur de l'épidémie.

### Taux de prévalence
L'étude de la prévalence a pour objet d'évaluer la part de la population qui a été infectée par la Covid-19 depuis le début de la pandémie. Un grand nombre de personnes infectées par le SARS-CoV-2 sont asymptomatiques et ne réalisent pas de test sérologique. La connaissance du nombre de cas confirmés ne suffit donc pas à estimer la proportion de la population qui a été infectée. Pour ce faire, les épidémiologistes recourent à des modèles statistiques pour compléter les données disponibles.
| Pays        | Part population infectée | Taux d'incidence cumulé | Taux de détection |
| ----------- | ------------------------ | ----------------------- | ----------------- |
| Allemagne   | 1,48%                    | 0,29%                   | 19,7%             |
| Belgique    | 11,41%                   | 0,75%                   | 6,5%              |
| Espagne     | 8,44%                    | 0,99%                   | 11,7%             |
| France      | 6,10%                    | 0,41%                   | 6,8%              |
| Italie      | 7,77%                    | 0,44%                   | 5,7%              |
| Royaume-Uni | 8,23%                    | 0,50%                   | 6,1%              |
| Suède       | 7,52%                    | 0,82%                   | 11,0%             |

Une étude publiée en novembre 2020 par la Royal Society britannique a pour objet d'estimer le taux réel de prévalence dans la population de 15 pays, dont 11 situés en Europe, à fin août 2020. Malgré la forte augmentation du nombre de tests réalisés au fur et à mesure du développement de la pandémie, cette étude conclut que, pour ce panel de 15 pays, le nombre de personnes ayant été infectées est en moyenne 6,2 fois supérieur au nombre de cas confirmés. Ce facteur varie entre 2,6 pour la Corée du Sud et 17,5 pour l'Italie.
Fin août 2020, moins de 10 % de la population a été infectée dans la plupart des pays européens par le SARS-CoV-2. Ce taux est très variable d'un pays à l'autre et au sein d'un même pays d'une région à l'autre. Ainsi, à la mi-mai 2020 au Royaume-Uni, une étude publiée par l'université de Cambridge estime que l’Angleterre est la plus touchée, avec notamment 10% d'infectés à Londres, et seulement 4% d'infectés dans le reste du pays soit au total environ 7 millions d'individus, alors qu'à la même date le nombre de cas confirmés s'élève à moins de 240 000,. En Espagne, au 4 juin 2020, d'après les données de prévalence de l'Institut Carlos III, 5,2% de la population espagnole a été infectée. Parmi les provinces les plus touchées, on trouve Soria 14,7%, Cuenca 14,2% et Ségovie 12,6%, et Albacete 11,6%, alors que dans la province de Madrid, le taux de contamination n'est que de 11,4%. Les endroits les plus ciblés par la pandémie sont les villes de plus de 100 000 habitants.